# Титаник
Вижте пояснителната страница за други значения на Титаник.
„Титаник“ (на английски: RMS Titanic) е британски експресен четирикоминен трансатлантически океански лайнер, построен от Harland and Wolff Ltd. и опериран от „Уайт Стар Лайн“, който потъва на 15 април 1912 г. в резултат на сблъсък с айсберг по време на първото си плаване от Саутхамптън, Англия, до Ню Йорк, САЩ. От приблизително 2 224 пътници и членове на екипажа на борда загиват 1 496 души, което прави инцидента най-смъртоносното потъване на един кораб по онова време. „Титаник“ превозва някои от най-богатите хора в света, както и стотици емигранти от Британските острови, Скандинавия и други части на Европа, които търсят нов живот в Съединените щати и Канада. Катастрофата привлича общественото внимание, предизвиква сериозни промени в правилата за морска безопасност и вдъхновява трайно наследство в популярната култура.
При влизането си в експлоатация „Титаник“ е най-големият плаващ кораб и вторият от трите океански лайнера от олимпийски клас, построени за „Уайт Стар Лайн“. Корабът е построен от корабостроителната компания Harland & Wolff в Белфаст. Томас Андрюс младши, главният морски архитект на корабостроителницата, загива при катастрофата. „Титаник“ е под командването на капитан Едуард Джон Смит, който също загива заедно с кораба.
Първокласните помещения за настаняване са проектирани като връх на комфорта и лукса. Те включват гимнастически салон, плувен басейн, стаи за пушачи, изискани ресторанти и кафенета, турска баня във викториански стил и стотици разкошни кабини. „Титаник“ има усъвършенствани функции за безопасност, като например водонепроницаеми отсеци и дистанционно задействани водонепроницаеми врати, които допринасят за репутацията на кораба като „непотопяем“.
„Титаник“ е оборудван с 16 устройства (кранове) за спускане на спасителни лодки, всяка от които може да спуска по три спасителни лодки, общо 48 лодки. Въпреки този капацитет от 48, корабът е оборудван с общо само 20 спасителни лодки, които могат да поберат 1 178 души – около половината от пътниците на борда и една трета от броя на пътниците, които корабът може да превозва при пълен капацитет (съгласно тогавашните правила за морска безопасност). Когато корабът потъва, спуснатите спасителни лодки са запълнени средно на 60%.

## Предистория
Името „Титаник“ произлиза от титаните в гръцката митология. Построен в Белфаст, Ирландия, в тогавашното Обединено кралство Великобритания и Ирландия, „Титаник“ е вторият от трите океански лайнера от „олимпийския“ клас – водещият кораб е „Олимпик“, а последният кораб от класа е „Британик“. Те са най-големите кораби от флота на британската корабна компания „Уайт Стар Лайн“, който през 1912 г. се състои от 29 парахода и тендери. Идеята за построяването на трите кораба се появява в хода на дискусия в средата на 1907 г. между председедателя на „Уайт Стар Лайн“ Дж. Брус Исмай и американския финансист Джон П. Морган, който контролира корпорацията-майка на „Уайт Стар Лайн“ – International Mercantile Marine Company.
„Уайт Стар Лайн“ са изправени пред все по-голямото предизвикателство от страна на основните си съперници – английската компания „Кунард Лайн“, която с помощта на Кралския флот скоро преди това е спуснала на вода идентичните лайнери „Лузитания“ и „Мавритания“, най-бързите пътнически кораби в експлоатация по това време, и германските компании „Хамбург Америка Лайн“ и „Норддойчер Лойд Лайн“. Исмай предпочита да се конкурира по-скоро по размер, отколкото по скорост, и предлага да поръча нов клас лайнери, по-големи от всички предишни, които да са последна дума на комфорта и лукса. Планът е новите кораби да имат достатъчна скорост, за да поддържат седмично обслужване само с три кораба вместо с първоначало планираните четири. „Олимпик“ и „Титаник“ ще заменят корабите „Тевтоник“ от 1889 г. и „Маджестик“ от 1890 г. През юни 1907 г. „Океаник“ за първи път потегля от новото пристанище заедно с „Тевтоник“, „Маджестик“ и новия „Адриатик“ по маршрута Саутхамптън – Ню Йорк.
Корабите са построени от белфастката корабостроителница Harland & Wolff, която има дългогодишни взаимоотношения с „Уайт Стар Лайн“, датиращи от 1867 г. На Harland & Wolff е предоставена голяма свобода при проектирането на кораби за „Уайт Стар Лайн“; обичайният подход е Вилхелм Волф да скицира обща концепция, която Едуард Джеймс Харланд превръща в проект на кораба. Съображенията, свързани с разходите, са с относително нисък приоритет; на Harland & Wolff е разрешено да изразходва за корабите толкова, колкото е необходимо, плюс петпроцентен марж на печалбата. В случая с корабите от „олимпийския“ клас е договорена цена от 3 милиона лири (приблизително 370 милиона британски лири към 2024 г.) за първите два кораба, плюс „допълнителни разходи по договора“ и обичайната петпроцентна такса.
Harland & Wolff възлагат на своите водещи дизайнери да работят по проектирането на корабите от класа „Олимпик“. Проектирането се контролира от лорд Пири, директор както на Harland & Wolff, така и на „Уайт Стар Лайн“; морския архитект Томас Андрюс, управляващ директор на проектантския отдел на Harland & Wolff; Едуард Уилдинг, заместник на Андрюс и отговорен за изчисляването на конструкцията, стабилността и трюмовете на кораба; и Александър Карлайл, главен чертожник и генерален мениджър на корабостроителницата.
На 29 юли 1908 г. Harland & Wolff представят чертежите на Дж. Брус Исмей и други ръководители на „Уайт Стар Лайн“. Исмай одобрява проекта и два дни по-късно подписва три „писма за съгласие“, с които се разрешава започването на строителството. В този момент първият кораб – който по-късно се превръща в „Олимпик“ – няма име, а е наричан просто „номер 400“, тъй като е 400-ият корпус на Harland & Wolff. „Титаник“ е базиран на преработена версия на същия проект и получава номер 4 01.

## Размери и разпределение
Дължината на „Титаник“ е 269,06 m, а максималната му ширина е 28,19 m.
Общата височина на кораба, измерена от основата на кила до горната част на мостика, е 32 m. Той тежи 46 329 БРТ или 21 831 НРТ и е с газене 10,54 m и водоизместимост 52 310 тона. И трите кораба от олимпийския клас имат десет палуби (без горната част на офицерските помещения), осем от които са предназначени за пътници. Отгоре надолу палубите са:
- Палуба с лодките, на която са разположени спасителните лодки. Именно оттук в ранните часове на 15 април 1912 г. спасителните лодки на „Титаник“ са спуснати в Северния Атлантик. Мостикът и рулевата рубка се намират в предната част на палубата, пред каютите на капитана и офицерите. Мостикът се издига на 2,4 m над палубата, като се разширява от двете страни, за да може корабът да се управлява по време на акостиране. Рулевата рубка е разположена в рамките на мостика. Входът към голямото стълбище и гимнастическият салон на първа класа са разположени в средата на палубата заедно с повдигнатия покрив на салона на първа класа, а в задната част на палубата са покривът на пушалнята на първа класа и входът на втора класа. Точно пред входа за втора класа се намират кучкарниците, където се настаняват кучетата на пътниците от първа класа. Покритата с дърво палуба е разделена на четири обособени алеи съответно за офицери, пътници от първа класа, инженери и пътници от втора класа. Спасителните лодки са подредени отстрани на палубата, с изключение на зоната на първа класа, където има пролука, за да не се разваля гледката.[24][25]
- Палуба А, наричана още „палубата за разходки“, се простира по цялата дължина на надстройката от 166 m. Тя е запазена ексклузивно за пътниците от първа класа и съдържа каютите на първа класа, зала за четене и писане за първа класа, салон, пушалня и двор с палми.[24]
- Палуба В, палубата на мостика, е най-горната носеща палуба и най-горното ниво на корпуса. Тук са разположени повече помещения за пътниците от първа класа с шест палиативни каюти (каюти), разполагащи със собствени частни пътечки. На „Титаник“ ресторантът à la carte и „Кафе Паризиен“ предоставят луксозни условия за хранене на пътниците от първа класа. И двете заведения са управлявани от подизпълнители – готвачи и техния персонал; всички те загиват при катастрофата. На тази палуба се намират пушалнята и входното фоайе на втора класа. В предната част на палубата на мостика се намира издигнатото преддверие на кораба, където са разположени люк номер 1 (главният люк към товарните трюмове), множество машини и котвени корпуси. В задната част на палубата на мостика се намира издигнатата палуба Ют, дълга 32 m, използвана за разходка от пътниците от трета класа. На нея много от пътниците и екипажа на „Титаник“ застават за последен път, когато корабът потъва. Преддверието и палубата на мостика са отделени от палубата на мостика с кладенци[ неясно? ].[26][27]
- Палуба С e най-високата палуба, която се простира без прекъсване от кърмата до носа. Тя включва двете палуби, които възпрепятстват оттичането на водата през борда; задната служи за част от пътеката за разходка на трета класа. Кабините на екипажа се помещават под предната палуба, а помещенията на трета класа – под палуба Ют. Между тях се намират повечето каюти на първа класа и библиотеката на втора класа.[26][28]
- На палуба D, салонната палуба, преобладават три обществени помещения – приемната зала на първа класа, салонът за хранене на първа класа и салонът за хранене на втора класа. На тази палуба са разположени и камбузите на първа и втора класа. За пътниците от трета класа е предвидено открито пространство. Пътниците от първа, втора и трета класа имат каюти на тази палуба, а в носовата част са разположени леглата за пожарникарите. Това е най-високото ниво, до което достигат водонепроницаемите прегради на кораба (макар и само до осем от петнадесетте прегради).[26][29]
- Палуба Е, горната палуба, е използвана предимно за настаняване на пътници от трите класа, както и за спални места за готвачи, моряци, стюарди и тримери. По дължината ѝ минава дълъг коридор, наречен „Скотланд роуд“, кръстен на известна улица в Ливърпул. „Скотланд Роуд“ е използван от пътниците от трета класа и членовете на екипажа.[26][30]
- На палуба F, средната палуба, се настаняват главно пътници от втора и трета класа и няколко отдела на екипажа. Тук се намира салонът за хранене на трета класа, както и комплексът за баня на първа класа, в който се намират плувният басейн и турската баня.[26][30][31]
- На палуба G, долната палуба, са разположени най-ниските илюминатори, точно над ватерлинията. Тук се намираше първокласното игрище за скуош, както и пътуващата поща, където се сортираха писмата и пратките, готови за доставка, когато корабът акостира. Тук се съхраняват и хранителни продукти. На няколко места палубата е прекъсната от орлопови (частични) палуби над котелното, машинното и турбинното отделение.[26][32]
- Орлоповите палуби, се намират на най-ниското ниво на кораба, на водната линия. Орлоповите палуби се използват като товарни помещения, докато горната част на резервоара – вътрешното дъно на корпуса на кораба – осигурява платформата, върху която са разположени котлите, двигателите, турбините и електрическите генератори на кораба. В тази част на кораба се намират машинните и котелните помещения – зони, които пътниците не биха могли да видят. Те са били свързани с по-високите нива на кораба с две стълбища в коридора за пожарникарите; двойни вити стълби в близост до носа са осигурявали достъп до палуба D.[26][32] Стълбите в котелното, турбинното и машинното отделение са осигурявали достъп до по-високите палуби в тези помещения.

## Характеристики

### Захранване
Задвижването на „Титаник“ се осигурява от три основни двигателя – два бутални четирицилиндрови парни двигателя с тройно разширение и една централно разположена турбина на Парсънс с ниско налягане, всеки от които задвижва винт. Двата бутални двигателя имат обща мощност от 30 000 к. с. (22 000 kW). Мощността на парната турбина е 16 000 к. с. (12 000 kW). „Уайт Стар Лайн“ използва същата комбинация от двигатели на по-ранния лайнер „Лаурентик“, където тя има голям успех, тъй като осигурява добра комбинация от производителност и скорост. Буталните двигатели сами по себе си не са достатъчно мощни, за да задвижат лайнер от „олимпийския“ клас с желаната скорост, докато турбините са достатъчно мощни, но предизвикват неприятни вибрации – проблем, който засяга лайнерите „Лузитания“ и „Мавретания“, оборудвани изцяло с турбини на „Кунард Лайн“. Чрез комбинирането на бутални двигатели с турбина може да се намали разходът на гориво и да се увеличи двигателната мощност, като същевременно се използва същото количество пара.
Двата бутални двигателя са с дължина по 19 m и тегло 720 тона, а леглата им допринасят за още 195 тона. Те се захранват с пара, произвеждана в 29 котела, от тях 24 двукратни и пет еднократни, в които имало общо 159 пещи. Котлите са с диаметър 4,80 m и дължина 6,1 m, всеки от тях тежи 91,5 тона и може да поеме 48,5 тона вода.
Те се захранват с въглища, 6 611 тона от които могат да бъдат пренесени в бункерите на „Титаник“, а други 1 092 тона – в трюм 3. Пещите изискват ръчно изгребване на над 600 тона въглища на ден, което изисква услугите на 176 работници, работещи денонощно. 100 тона пепел на ден трябва да се изхвърлят чрез изхвърляне в морето. Работата е неуморна, мръсна и опасна и въпреки че заплащането е сравнително добро, сред работещите в тази длъжност има висок процент на самоубийства.
Отработената пара, излизаща от буталните двигатели, се подава към турбината, която се намира на кърмата. Оттам тя преминава в повърхностен кондензатор, за да се повиши ефективността на турбината и за да може парата да се кондензира обратно във вода и да се използва повторно. Двигателите са свързани директно с дълги валове, които задвижват витлата. Те са три, по едно за всеки двигател; външните (или крилати) витла са най-големи, всяко от тях носи по три лопатки от манганово-бронзова сплав с общ диаметър 7,2 m. Средното витло е малко по-малко – 5,2 m в диаметър и може да се спира, но не и да се обръща.
Електрическата инсталация на „Титаник“ е в състояние да произвежда повече енергия от средна градска електроцентрала по онова време. Непосредствено в кърмата на турбинния двигател се намират четири електрически генератора с мощност 400 kW, задвижвани от пара, които се използват за осигуряване на електрическа енергия на кораба, плюс два спомагателни генератора с мощност 30 kW за аварийно използване. Разположението им в кърмата на кораба означава, че те остават в действие до последните няколко минути преди потъването на кораба.
На „Титаник“ липсва прожектор, в съответствие със забраната за използване на прожектори в търговския флот.

### Технология

#### Отделения и комини
Вътрешността на корабите от класа „Олимпик“ е разделена на 16 основни водонепроницаеми отделения, разделени от 15 прегради, които се простират над водната линия. Единадесетте вертикално затварящи се водонепроницаеми врати на орлоповата палуба могат да се затварят автоматично чрез превключвател на мостика, чрез лост до самата врата или чрез автоматичен плавателен механизъм, който се задейства в случай, че водата в отделението достигне височина от 1,8 m. Има и няколко други хоризонтално затварящи се водонепроницаеми врати по „Скотланд Роуд“, както и различни помещения за екипажа и пътниците от трета класа на палубите G, F и E. За тези врати е необходимо да се постави малък ключ в процеп на горната палуба. След като ключът се завърти, водонепроницаемата врата се затваря. Откритите палуби на кораба са изработени от бор и тиково дърво, а вътрешните тавани са покрити с боядисан гранулиран корк, за да се предотврати кондензацията. Над палубите се издигат четири комина, всеки от които е боядисан в буфа на „Уайт Стар Лайн“ с черни върхове; само три от тях са функционални – най-задният е макетен, монтиран с естетическа цел и осигуряващ вентилация на кухнята, както и на помещенията за пушачи от първа и втора класа. Две мачти, всяка с височина 47 м, поддържат дерайльори за обработка на товари.

#### Рул и двигатели за управление
Руля на „Титаник“ е с височина 23,98 m и дължина 4,65 m, като тежи над 100 тона. Размерите му са такива, че за придвижването му са необходими рулеви двигатели. Инсталирани са два парни рулеви двигателя, но във всеки един момент се използва само единият, а другият се държи в резерв. Те са свързани с късия румпел чрез твърди пружини, за да се изолират рулевите машини от всякакви сътресения в тежко море или при бърза смяна на посоката. В краен случай румпелът може да се премества с въжета, свързани с два парни капандури. Капандурите се използват и за вдигане и спускане на петте котви на кораба (една лява, една дясна, една в централната линия и две котви за кегелбан).

#### Вода, вентилация и отопление
Корабът е оборудван с водопроводна инсталация, която може да загрява и изпомпва вода до всички части на кораба чрез сложна мрежа от тръби и клапани. Основното водоснабдяване се извършва на борда, докато „Титаник“ е в пристанището, но в случай на авария корабът може да дестилира прясна вода от морска вода. Това обаче не е лесен процес, тъй като дестилационната инсталация може бързо да се задръсти от солни отлагания. Мрежа от изолирани въздуховоди пренася топъл въздух по кораба с помощта на електрически вентилатори, а каютите на първа класа са оборудвани с допълнителни електрически нагреватели.

#### Радио комуникации
Радиотелеграфното оборудване на „Титаник“ (тогава известно като безжична телеграфия) е отдадено под наем на линията „Уайт Стар“ от Международната морска комуникационна компания „Маркони“, която предоставя и двама свои служители – Джак Филипс и Харолд Брайд – като оператори. Службата поддържа 24-часов график, като основно изпраща и получава пътнически телеграми („маркониграми“), но също така обработва навигационни съобщения, включително съобщения за времето и предупреждения за айсберги. Радиостанцията се намира на палубата с лодките, в офицерските помещения. В звукоизолирана „тиха стая“, в непосредствена близост до операционната зала, се помещава шумното оборудване, включително предавателят и мотор-генераторът, използван за производство на променлив ток. Жилищните помещения на операторите се намират в съседство с работния кабинет. Корабът е оборудван с най-модерния за времето 5-киловатов ротационен предавател с искрова междина, с повиквателен знак за безжичен телеграф MGY, а комуникацията се осъществява с морзов код. Този предавател е една от първите инсталации на „Маркони“, в която се използва въртяща се искрова междина, която придава на „Титаник“ характерен музикален тон, който лесно може да се различи от другите сигнали. Предавателят е един от най-мощните в света за времето си и гарантира излъчване в радиус от 563 km. За предаването и приемането се използва издигната Т-образна антена, която се простира по цялата дължина на кораба. Нормалната работна честота е 500 kHz (600 m дължина на вълната); оборудването обаче може да работи и на „късата“ дължина на вълната от 1000 kHz (300 m дължина на вълната), която се използва от по-малки кораби с по-къси антени.

#### Удобства за пасажерите
Удобствата за пасажерите на борда на „Титаник“ са съобразени с най-високите стандарти за лукс. Според общите планове на „Титаник“ корабът е в състояние да побере 735 пътници в първа класа, 674 във втора класа и 1 026 в трета класа, като общият брой на пътниците е 2 435. Освен това капацитетът на „Титаник“ за членове на екипажа надхвърля 900 души, тъй като в повечето документи за първоначалната конфигурация се посочва, че пълният капацитет за пътници и екипаж е приблизително 3 547 души. Интериорният дизайн на кораба се различава от този на другите пътнически лайнери, които обикновено са обзаведени в стила на имение или английска селска къща.
„Титаник“ е обзаведен в много по-лек стил, подобен на този на съвременните хотели от висока класа (за вдъхновение е използван хотелът „Риц“), като каютите на първа класа са завършени в стил ампир. За украсата на каютите и обществените помещения в зоните на първа и втора класа на кораба са използвани различни други декоративни стилове, вариращи от ренесансов до стила на Луи XV. Целта е да се създаде впечатление, че пътниците се намират в плаващ хотел, а не на кораб. Един пътник си спомня, че при влизане във вътрешността на кораба човек „веднага губи усещането, че се намира на борда на кораб, и вместо това изглежда, че влиза в залата на някоя голяма къща на брега“. В каютите в първа класа има и бутони за повикване на стюард.

Сред по-новите удобства, достъпни за пътниците от първа класа, са вътрешен плувен басейн със солена вода с дълбочина 2,1 m, гимнастически салон, игрище за скуош и турска баня във викториански стил, която се състои от гореща стая, топла (умерена) стая, охлаждаща стая и две стаи за масаж. В допълнение към турската баня и в рамките на същата зона има парна баня и електрическа баня. Първокласните общи помещения са впечатляващи по обем и богато украсени. Те включват салон в стила на Версайския дворец, огромна приемна, мъжка стая за пушене и стая за четене и писане. Има ресторант à la carte в стила на хотела „Риц“, който е управляван на концесия от известния италиански ресторантьор Гаспаре Гати. Като пристройка към ресторанта функционира „Кафе Паризиен“, декорирано в стила на френско тротоарно кафене, с покрити с бръшлян решетки и плетени мебели. Срещу допълнително заплащане пътниците от първа класа могат да се насладят на най-добрата френска висша кухня в най-луксозната обстановка. Има и кафе Verandah, където се сервират чай и леки освежителни напитки и от което се открива великолепна гледка към океана. С дължина 35 m и ширина 28 m, салонът за хранене на палуба D, проектиран от Чарлз Фицрой Дол, е най-голямото помещение на борда и може да побере почти 600 пътници едновременно.
- Голямото стълбище към салона на първа класа на борда на „Олимпик“; стълбището на „Титаник“ е било почти напълно идентично с него.
- Гимнастическият салон.
- Ресторантът à la carte на палуба B; снимката е от „Олимпик“.
- Салонът на първа класа; снимката е от RMS „Олимпик“.
- Турската баня в първа класа.

Настаняването в трета класа на борда на „Титаник“ не е толкова луксозно, колкото в първа и втора класа, но е по-добро, отколкото на много други кораби по това време. Те отразяват подобрените стандарти, които „Уайт Стар Лайн“ е възприела за трансатлантическите пътувания на имигрантите и по-ниските класи. На повечето други пътнически кораби в Северния Атлантик по онова време помещенията за трета класа представляват нещо повече от открити спални помещения в предната част на корабите, в които са затворени стотици хора, често без подходяща храна и тоалетни.
„Уайт Стар Лайн“ отдавна е разчупила този модел. Както се вижда на борда на „Титаник“, на всички пътнически кораби на „Уайт Стар Лайн“ помещенията за трета класа са разделени на две части, които винаги се намират в противоположните краища на кораба. Установеният ред е, че самотните мъже се настаняват в предните части, а самотните жени, женените двойки и семействата – в задните. Освен това, докато другите кораби предлагат само открити спални места, корабите на „Уайт Стар Лайн“ предоставяха на пътниците от трета класа самостоятелни, малки, но удобни каюти, в които могат да се настанят двама, четирима, шестима, осем или десет пътници.
Помещенията на трета класа включват и собствени трапезарии, както и обществени места за събиране, включително достатъчно открити палуби, които на борда на „Титаник“ се състоят от палубата на кърмата, предната и задната палуба и голямо открито пространство на палуба D, което може да се използва като социална зала. Към това се добавят стая за пушене за мъжете и обща стая на палуба С, която жените могат да използват за четене и писане. Въпреки че дизайнът им не е толкова бляскав, колкото този на помещенията от висшата класа, те все пак са далеч над средното ниво за периода.
И за трите класи са осигурени места за отдих, където да прекарват времето си. Наред с използването на вътрешните удобства като библиотека, пушални и фитнес зала, пътниците обичайно общуват и на откритата палуба, като се разхождат или почиват на наети шезлонги или дървени пейки. Преди отплаването е публикуван списък на пътниците, за да се информира обществеността кои членове на висшето общество се намират на борда, а амбициозните майки нерядко използват списъка, за да открият богати ергени, с които да запознаят заможните си дъщери по време на пътуването.
Една от най-отличителните черти на „Титаник“ е стълбището за първа класа, известно като „Голямото стълбище“. Изградено от масивен дъб с широка извивка, стълбището се спуска през седем палуби на кораба, между палубата за лодки и палуба Е, преди да завърши с опростена единична стълба на палуба F. То е увенчано с купол от ковано желязо и стъкло, който пропуска естествена светлина към стълбището. Всяка площадка от стълбището дава достъп до богато украсени входни зали, облицовани с ламперия в стил „Уилям и Мери“ и осветени от осветителни тела от ормолу и кристал.
На най-горната площадка има голямо дърворезбовано пано с часовник, с фигури на „Чест и слава, увенчаващи времето“, обграждащи циферблата на часовника. Голямото стълбище е разрушено по време на потъването и сега представлява само празно пространство в кораба, което съвременните изследователи използват за достъп до долните палуби. По време на снимките на филма „Титаник“ на Джеймс Камерън през 1997 г. репликата на Голямото стълбище е изтръгната от основите си от силата на прииждащата вода на снимачната площадка. Предполага се, че по време на истинското събитие цялото Голямо стълбище е изхвърлено нагоре през купола.

#### Поща и багажно отделение
Въпреки че „Титаник“ е предимно пътнически лайнер, корабът превозва и значително количество товари. Оперирайки под наименованието „кралски пощенски кораб“ (Royal Mail Ship), „Титаник“ превозва поща по договор с Кралската поща (а също и за пощенския отдел на САЩ). За съхранението на писма, колети и спекула (кюлчета, монети и други ценности) е отделено пространство от 760 m3. Морската пощенска служба на палуба G се обслужва от петима пощенски служители (трима американци и двама британци), които работят по 13 часа на ден, седем дни в седмицата, като сортират до 60 000 пратки дневно.
Пасажерите на кораба носят със себе си огромно количество багаж; още 550,9 m3 са заети от багажа на първа и втора класа. Освен това е имало и значително количество редовен товар, вариращ от мебели до хранителни продукти, както и автомобил Renault Type CE Coupe de Ville от 1912 г. Въпреки по-късните митове, товарът на първото плаване на „Титаник“ е доста обикновен; няма злато, екзотични минерали или диаманти, а един от най-известните предмети, изгубени при корабокрушението, безценно копие на „Рубаят на Омар Хаям“, е оценен на едва 405 британски лири (50 600 британски лири днес). Според исковете за обезщетение, подадени до комисар Гилкрист след приключването на сенатското разследване, единственият най-скъпо оценен багаж или товар е голяма неокласическа картина с маслени бои, озаглавена La Circassienne au Bain, дело на френската художничка Мери-Жозеф Блондел. Собственикът на картината, пътникът в първа класа Мауриц Хакан Бьорнстрьом-Стефансон, подава иск за 100 000 щатски долара (равностойни на 2 300 000 щатски долара през 2024 г.) като компенсация за загубата на произведението на изкуството. Други интригуващи предмети в манифеста включват 12 кашона с щраусови пера, 76 кашона с „драконова кръв“ и 16 кашона с калабаси.
„Титаник“ е оборудван с осем електрически крана, четири електрически лебедки и три парни лебедки за вдигане на товари и багаж в и от трюмовете. Изчислено е, че корабът използва около 415 тона въглища, докато е в Саутхамптън, като просто е генерирал пара за задвижване на товарните лебедки и осигуряване на топлина и светлина.

#### Спасителни лодки
Подобно на „Олимпик“, „Титаник“ има общо 20 спасителни лодки: 14 стандартни дървени спасителни лодки Harland & Wolff с капацитет 65 души всяка и четири „сгъваеми“ спасителни лодки Engelhardt (дървено дъно, сгъваеми страни от платно) (обозначени като A до D) с капацитет 47 души всяка. Освен това „Титаник“ разполага с два аварийни катера с капацитет 40 души всеки. „Олимпик“ носи поне две сгъваеми лодки от двете страни на комин номер едно. Всички спасителни лодки са прибрани здраво на палубата и с изключение на сгъваемите спасителни лодки А и В са свързани с въжета към лодки. Тези на десния борд са с нечетни номера 1-15 от носа до кърмата, а тези на левия борд – с четни номера 2-16 от носа до кърмата.
Двата катера са държани в готовност за незабавна употреба, окачени на въжетата, а сгъваемите спасителни лодки C и D са прибрани на палубата с лодките непосредствено зад борда на лодки 1 и 2. А и В са складирани на покрива на офицерските помещения, от двете страни на комин номер 1. Няма лодки за спускане, а теглото им би затруднило спускането им на вода на ръка. Всяка лодка съдържа (наред с други неща) храна, вода, одеяла и резервен спасителен пояс. Спасителните въжета отстрани на лодките им позволяват да спасяват допълнителни хора от водата, ако се наложи.
„Титаник“ има 16 комплекта лодки, всеки от които може да обслужва четири спасителни лодки, както е планирал Карлайл. Това дава възможност на „Титаник“ да превозва до 64 дървени спасителни лодки, които е щяло да са достатъчни за 4000 души – значително повече от действителния капацитет на кораба. Въпреки това „Уайт Стар Лайн“ решава, че ще се превозват само 16 дървени спасителни лодки и четири „сгъваеми“, които могат да поберат 1 178 души, едва една трета от общия капацитет на кораба. По това време правилата на Борда по търговия изискват британските кораби над 10 000 тона да носят само 16 спасителни лодки с капацитет 990 души. Следователно компанията „Уайт Стар Лайн“ всъщност осигурява повече места за спасителни лодки, отколкото се изисква по закон. По онова време спасителните лодки са предназначени да превозват оцелелите от потъващ кораб до спасителен кораб, а не да държат на повърхността всички пасажери на кораба или да го придвижват до брега. Ако корабът „Калифорниън“ отговаря на сигналите за бедствие на „Титаник“, спасителните лодки най-вероятно са щели да успеят да откарат всички пътници на безопасно място, както е било планирано.

## Строеж и подготовка на кораба

### Строителен процес, първо пускане в вода и оборудване
Огромният размер на корабите от олимпийски клас представлява голямо инженерно предизвикателство за Harland & Wolff. Никой корабостроител дотогава не е правил опит да построи кораби с такъв размер. Корабите са построени на остров Куинс, сега известен като квартал „Титаник“, в пристанището на Белфаст. Налага се Harland & Wolff да разрушат три съществуващи стапела и да построят два нови, най-големите, строени дотогава, за да могат да поберат двата кораба. Строежът им е улеснен от огромен порт, построен от Sir William Arrol & Company, шотландска фирма, отговорна за изграждането на моста Форт и лондонския Тауър Бридж. Портът на Арол е висок 69 m, широк е 82 m), дълъг е 260 m и тежи повече от 6000 тона. В него са монтирани няколко мобилни крана. От Германия е докаран отделен плаващ кран, който може да вдигне 200 тона.
Строежът на „Олимпик“ и „Титаник“ тече почти паралелно, като килът на „Олимпик“ е заложен първи на 16 декември 1908 г., а този на „Титаник“ – на 31 март 1909 г. Строежът на двата кораба отнема около 26 месеца и протича по един и същи начин. Те са проектирани основно като огромна плаваща греда, като килът играе ролята на гръбнак, а рамките на корпуса образуват ребрата. В основата на корабите, двойно дъно с дълбочина 1,60 m поддържа 300 рамки, всяка от които е на разстояние от 61 до 91 cm и е дълъг около 20 m. Те завършват на палубата на мостика (палуба В) и са покрити със стоманени плочи, които образуват външната обшивка на корабите.
Корпусните плочи (около 2 000) са единични парчета валцувана стоманена ламарина, най-често широки до 1,8 m и дълги до 9,1 m и тежащи между 2,5 и 3 тона. Дебелината им варира от 2,5 см до 3,8 см. Плочите са положени в клинкер (припокриване) от кила до трюма. Над тази точка те са полагани по метода „навътре и навън“, при който обшивката на ремъците е нанасяна на ленти („навътре“), а пролуките са покривани от „вън“, застъпвайки се по краищата. Промишлените методи за заваряване с кислородно гориво и електродъгово заваряване, които днес са широко разпространени в производството, през 1909 г. все още са в начален стадий; както повечето други железни и стоманени конструкции от епохата, корпусът е скрепен с над три милиона железни и стоманени нитове, които сами по себе си са тежат над 1 200 тона. Те са монтирани с помощта на хидравлични машини или са забивани на ръка. През 90-те години на ХХ-и век някои специалисти по материалознание стигат до заключението, че стоманената ламарина, използвана за кораба, е особено крехка при студ и че тази крехкост е утежнила повредите от удара и е ускорила потъването. Смята се, че по тогавашните стандарти качеството на стоманената плоча е било добро, а не дефектно, но че тя е била по-лоша от тази, която ще се използва за корабостроителни цели през следващите десетилетия, поради напредъка в металургията на стоманодобива. Що се отнася до нитовете, значителен акцент също е поставен върху тяхното качество и здравина.
Две странични и една централна котва са сред последните елементи, монтирани на „Титаник“ преди спускането му във вода. Изработката на котвите е предизвикателство; централната котва е най-голямата, изковавана на ръка. Главата тежи близо 16 тона, а дръжката – още 8 тона. Двадесет тежковозни коня от породата клайдсдейл са необходими, за да се извози централната котва с вагон от ковачницата на Noah Hingley & Sons Ltd. в Недъртън, близо до Дъдли, Обединеното кралство, до железопътната гара Дъдли на две мили. След това котвата е транспортирана с влак до Флийтууд в Ланкашър, преди да бъде качена на кораб за Белфаст.
Конструирането на корабите е трудно и опасно. Предпазните мерки за безопасност са в най-добрия случай елементарни за 15 000 души, които работят в Harland & Wolff по това време. Голяма част от работата се извършва без предпазни средства като шапки или предпазители за ръцете на машините. По време на строежа на „Титаник“ са регистрирани 246 наранявания, включително 28 тежки наранявания, като например отрязани от машини ръце или смазани под падащи стоманени парчета крака. Шестима души загиват на кораба по време на строителството и оборудването, а други двама – в работилниците и хангарите на корабостроителницата. Непосредствено преди спускането на вода един работник загива, когато върху него пада парче дърво.
„Титаник“ е спуснат на вода в 12:15 ч. на 31 май 1911 г. в присъствието на лорд Пири, Джей Пиърпонт Морган, Джей Брус Исмай и 100 000 зрители. 22 тона сапун и лой са разпръснати на стапела, за да смажат преминаването на кораба в река Лаган. В съответствие с традиционната политика на „Уайт Стар Лайн“ корабът не получава официално име и не е кръстен с шампанско. Корабът е изтеглен на буксир до монтажна стоянка, където през следващата година са монтирани двигателите, комините и надстройката, а интериорът е оборудван.
Въпреки че „Титаник“ е почти идентичен с първия кораб от този клас – „Олимпик“, по „Титаник“ са направени няколко промени, които да отличават двата кораба. Най-забележимата външна разлика е, че на „Титаник“, както и на третия кораб от този клас – „Британик“, е монтиран стоманен параван с плъзгащи се прозорци по протежение на предната половина на променадата на палуба А. Той е монтиран в последния момент по лична молба на Брус Исмай и е предназначен да осигури допълнителен подслон на пътниците от първа класа. На палуба В на „Титаник“ са направени обширни промени, тъй като променадното пространство на тази палуба, което се оказва непопулярно на „Олимпик“, е превърнато в допълнителни каюти за първа класа, включително два разкошни салонни апартамента със собствено пространство за разходки. Разширен е и ресторантът à la carte и е добавено „Кафе Паризиен“ – напълно ново удобство, което не съществува на „Олимпик“. Тези промени правят „Титаник“ малко по-тежък от „Олимпик“ и му позволяват да претендира, че е най-големият плаващ кораб. Работата отнема повече време от очакваното поради промени в дизайна, поискани от Исмай, и временна пауза в работата, предизвикана от необходимостта да се ремонтира „Олимпик“, който е претърпял сблъсък през септември 1911 г.

### Изпитване в открито море
Морските изпитания на „Титаник“ започват в 6 ч. сутринта във вторник, 2 април 1912 г., само два дни след приключване на оборудването и осем дни преди потеглянето от Саутхемптън на първото плаване. Изпитанията се забавят с един ден поради лошото време, но в понеделник сутринта времето е ясно и хубаво. На борда има 78 огняри, мазачи и котелни работници и 41 членове на екипажа. На морските изпитания на „Титаник“ пътуват представители на различни компании: Томас Андрюс и Едуард Уайлдинг от Harland & Wolff и Харолд А. Сандерсън от IMM. Брус Исмай и лорд Пири са твърде болни, за да присъстват. Джак Филипс и Харолд Брайд служат като радиооператори и извършват фина настройка на оборудването на „Маркони“. Франсис Карутърс, инспектор от Борда по търговия, също присъствал, за да се увери, че всичко работи и че корабът е годен да превозва пътници.
Морските изпитания се състоят от редица тестове на характеристиките на управление, проведени първо в тесният залив в Белфаст, а след това в откритите води на Ирландско море. В продължение на около 12 часа „Титаник“ се движи с различни скорости, проверява се способността му за завиване и се извършва „аварийно спиране“, при което двигателите се обръщат от пълен напред към пълен назад, като корабът спира за 777 м или 3 минути и 15 секунди. „Титаник“ изминава разстояние от около 80 морски мили (150 km), като развива средно 18 възела (33 км/ч) и достига максимална скорост от малко под 21 възела (или 38,9 km/h).
При завръщането си в Белфаст около 19:00 ч. инспекторът подписва споразумение и отчет за плаванията и екипажа, валидно за 12 месеца, в което корабът е обявен за годен за плаване. Час по-късно „Титаник“ напуска Белфаст, за да се отправи към Саутхамптън – плаване с дължина около 570 морски мили (1060 km). След пътуване, продължило около 28 часа, „Титаник“ пристига около полунощ на 4 април и е изтеглен на буксир до кей 44 в пристанището, готов за пристигането на пътниците и останалата част от екипажа.

## Първо плаване
И „Олимпик“, и „Титаник“ регистрират Ливърпул като свое родно пристанище. Офисите на „Уайт Стар Лайн“, както и на „Кунард Лайн“, се намират в Ливърпул и до появата на „Олимпик“ повечето британски океански лайнери на „Кунард Лайн“ и „Уайт Стар Лайн“, като „Лузитания“ и „Мавретания“, отплават от Ливърпул, след което спират в Куинстаун, Ирландия. От основаването на компанията през 1845 г. по-голямата част от операциите ѝ се извършват от Ливърпул. Въпреки това през 1907 г. „Уайт Стар Лайн“ открива друга линия от Саутхамптън на южното крайбрежие на Англия, която става известна като „експресната услуга“ на „Уайт Стар Лайн“. Саутхамптън има много предимства пред Ливърпул, като първото е близостта му до Лондон.
Освен това Саутхамптън, който се намира на южния бряг, позволява на корабите лесно да прекосяват Ламанша и да спират в пристанище на северния бряг на Франция, обикновено в Шербург. Това позволява на британските кораби да събират клиенти от континентална Европа, преди да прекосят канала и да вземат пътници в Куинстаун. Маршрутът Саутхамптън-Шербург-Ню Йорк става толкова популярен, че повечето британски океански лайнери започват да използват пристанището след Първата световна война. От уважение към Ливърпул корабите продължават да се регистрират там до началото на 60-те години на ХХ-и век. „Куин Елизабет 2“ е един от първите кораби, регистрирани в Саутхамптън, когато е въведен в експлоатация от „Кунард Лайн“ през 1969 г.
Първото плаване на „Титаник“ е замислено като първия от много трансатлантически преходи между Саутхамптън и Ню Йорк през Шербур и Куинстаун на курсове в западна посока, връщайки се през Плимът в Англия, докато пътува в източна посока. Цялото разписание на пътуванията до декември 1912 г. все още съществува. Когато маршрутът е установен, за услугата са назначени четири кораба. В допълнение към „Тевтоник“ и „Маджестик“, по маршрута плават „Океаник“ и чисто новият „Адриатик“. Когато „Олимпик“ влиза в експлоатация през юни 1911 г., корабът заменя „Тевтоник“, който след като завършва последния си курс по линията в края на април, е прехвърлен към канадската линия на Dominion Line. През август следващата година „Адриатик“ е прехвърлен към основната линия на „Уайт Стар Лайн“ от Ливърпул до Ню Йорк, а през ноември „Маджестик“ е изтеглен от експлоатация в очакване на пристигането на „Титаник“ през следващите месеци и е оставен като резервен кораб.
Първоначалните планове на „Уайт Стар Лайн“ за „Олимпик“ и „Титаник“ по маршрута до Саутхамптън следват същата процедура, както и за техните предшественици – всеки от тях е трябвало да отплава веднъж на три седмици от Саутхамптън и Ню Йорк, като тръгва, обикновено по обяд, всяка сряда от Саутхемптън и всяка събота от Ню Йорк. Това е щяло да позволи на „Уайт Стар Лайн“ да предлага седмични плавания във всяка посока. От Лондон и Париж се предвиждат специални влакове, които да превозват пътниците съответно до Саутхамптън и Шербур. Дълбоководният док в Саутхамптън, известен тогава като „Уайт Стар Док“, е специално построен, за да приема новите лайнери от класа „Олимпик“, и е открит през 1911 г.

### Екипаж
На борда на „Титаник“ има около 885 членове на екипажа за първото плаване. Подобно на други кораби по това време, „Титаник“ няма постоянен екипаж, а по-голямата част от членовете на екипажа са случайни работници, които се качват на кораба само няколко часа преди отплаването от Саутхамптън. Процесът на записване на новобранци започва на 23 март и някои от тях са в Белфаст, където служат като скелетен екипаж по време на морските изпитания на „Титаник“ и преминаването му в Англия в началото на април.
Капитан Едуард Джон Смит, най-старшият капитан на „Уайт Стар Лайн“, е прехвърлен от „Олимпик“, за да поеме командването на „Титаник“. От „Олимпик“ идва и Хенри Тингъл Уайлд, който заема поста на старши помощник-капитан. Назначените преди това старши помощник и първи офицер на „Титаник“, Уилям Макмастър Мърдок и Чарлз Лайтълър, са понижени съответно в ранг първи и втори офицер, а първоначалният втори офицер, Дейвид Блеър, е освободен. Третият офицер, Хърбърт Питман, е единственият палубен офицер, който не е член на Кралския военноморски резерв.
Екипажът на „Титаник“ е разделен на три основни отдела: Огромното мнозинство от екипажа не са моряци, а инженери, работници в котелното и огняри, които се грижат за двигателите, или стюардеси и кухненски персонал, които отговарят за пътниците. От тях над 97% са мъже, а само 23 члена от екипажа са жени, предимно стюардеси. Останалите са представители на най-различни професии – пекари, готвачи, месари, рибари, миячи на съдове, стюарди, инструктори в гимнастическия салон, перачи, сервитьори, чистачи и дори печатар, който издава ежедневен вестник за пътниците, наречен Atlantic Daily Bulletin, с последните новини, получени от корабните безжични оператори.
По-голямата част от екипажа се записва в Саутхамптън на 6 април; общо 699 души от екипажа идват оттам, а 40 % са местни жители на града. Няколко души от специализирания персонал са самостоятелно заети или подизпълнители, сред които: петима пощенски служители, които работят за Кралските пощи и Пощенския департамент на САЩ, персоналът на първокласния ресторант à la carte и „Кафе Паризиен“, радио операторите (наети от „Маркони“) и осемте музиканти, които са наети от агенция и пътуват във втора класа. Заплащането на екипажа варира в широки граници – от 105 британски лири на месец на капитан Смит (равностойни на 13 100 британски лири днес) до 3.10 британски лири (440 британски лири днес), които получавали стюардесите. По-нископлатеният обслужващ персонал обаче можел да допълни значително заплатите си чрез бакшиши от пътниците.

### Пасажери
Пасажерите на „Титаник“ са около 1 317 души: 324 в първа класа, 284 във втора класа и 709 в трета класа. От тях 869 (66%) са мъже, а 447 (34%) – жени. На борда има и 107 деца, като най-голямата част от тях са в трета класа. Корабът е със значително по-малък капацитет за първото плаване, като по принцип може да побере 2 435 пътници – 833 от първа класа, 614 от втора класа и 1 006 от трета класа.
Обикновено високо престижен плавателен съд като „Титаник“ може да се очаква да бъде изцяло резервиран при първото си плаване. През пролетта на 1912 г. обаче националната стачка за въглища в Англия причинява значителни смущения в разписанието на корабоплаването, което води до отмяна на много плавания. Много от бъдещите пътници предпочитат да отложат плановете си за пътуване до края на стачката. Стачката приключва няколко дни преди отплаването на „Титаник“, но е било твърде късно, за да има по-голям ефект. „Титаник“ успява да отплава на предвидената дата само благодарение на това, че са прехвърлени въглища от други кораби, които са вързани в Саутхамптън, като SS City of New York и „Океаник“, както и въглища, които „Олимпик“ е донесъл от предишно пътуване до Ню Йорк, и които са били складирани на дока на „Уайт Стар“ в Саутхамптън.
Някои от най-изтъкнатите личности по онова време си резервират билет за „Титаник“, пътувайки в първа класа. Сред тях (като загиналите са отбелязани с кинжал†) са:
- американският милионер Джон Джейкъб Астор IV† и съпругата му Мадлен Форс Астор (бременна с Джон Джейкъб Астор VI);
- индустриалецът Бенджамин Гугенхайм†;
- художникът и скулптор Франсис Дейвис Миле†;
- собственикът на Macy's Исидор Щраус† и съпругата му Ида†;
- милионерката от Денвър Маргарет „Моли“ Браун;
- сър Космо Дъф Гордън и съпругата му, кутюриерката Луси (лейди Дъф – Гордън);
- лейтенант полковник Артър Пюхен;
- писателят и историк Арчибалд Грейси;
- състезателят по крикет и бизнесмен Джон Б. Тайър† със съпругата си Мариан и сина си Джак;
- Джордж Дънтън Уидънър† със съпругата си Елинор и сина си Хари†;
- Ноел Лесли, графиня на Ротес;
- г-н† и г-жа Чарлз М. Хейс;
- г-н и г-жа Хенри С. Харпър;
- г-н† и г-жа Уолтър Д. Дъглас;
- г-жа Хенри Б. Харис;
- г-жа Артър Л. Райърсън;
- г-жа Хъдсън Дж. Дикинсън Бишъп;
- известният архитект Едуард Остин Кент†;
- наследникът на пивоварна Хари Молсън†;
- тенисистите Карл Бер и Дик Уилямс;
- писателката и светска дама Хелън Чърчил Канди;
- бъдещата адвокатка и суфражистка Елси Бауърман и нейната майка Едит;
- журналистът и социален реформатор Уилям Томас Стед†;
- журналистката и купувачка на модни облекла Едит Розенбаум;
- филаделфийската и нюйоркска светска дама Едит Корс Евънс†;
- богатата разведена дама Шарлот Дрейк Кардеза;
- френският скулптор Пол Шевре;
- писателят Жак Футрел† със съпругата си Мей;
- актрисата от нямото кино Дороти Гибсън с майка си Полин;
- президентът на Швейцарския банков съюз полковник Алфонс Симониус-Блумер;
- дъщерята на Джеймс А. Хюз – Елоиз;
- банкерът Робърт Уилямс Даниел;
- председателят на Holland America Line – Йохан Ройхлин;
- синът на Артър Уелингтън Рос Джон Х. Рос;
- племенникът на Уошингтън Рьоблинг Уошингтън А. – Роублинг II;
- дъщерята на Андрю Сакс – Лейла Сакс Майер със съпруга си Едгар Джоузеф Майер† (син на Марк Юджийн Майер);
- племенникът на Уилям А. Кларк – Уолтър М. Кларк със съпругата си Вирджиния;
- прапраправнукът на производителя на сапун Андрю Пиърс – Томас К. Пиърс със съпругата си;
- внукът на Джон С. Пилсбъри – Джон П. Снайдър със съпругата си Нел;
- чичото на нюйоркската производителка Дороти Паркър – Мартин Ротшилд със съпругата си Елизабет и много други.[115]

Собственикът на „Титаник“ Дж. П. Морган трябва да пътува по време на първото плаване, но в последния момент се отказва. На борда на кораба се намират също управляващият директор на „Уайт Стар Лайн“ Дж. Брус Исмай и дизайнерът на „Титаник“ Томас Андрюс, който е на борда, за да наблюдава за евентуални проблеми и да оцени общото представяне на новия кораб.
Точният брой на хората на борда не е известен, тъй като не всички, които резервират билети, стигат до кораба; около 50 души се отказват по различни причини, а не всички, които се качват на борда, остават на него през цялото пътуване. Цените на билетите варират в зависимост от класата и сезона. Билетите за трета класа от Лондон, Саутхамптън или Куинстаун струват 7 британски лири (равностойни на 900 британски лири днес), докато най-евтините билети за първа класа струват 23 британски лири (2 900 британски лири днес). Най-скъпите апартаменти в първа класа е трябвало да струват до 870 британски лири в разгара на сезона (109 000 британски лири днес).

### Събиране на пасажерите
Първото плаване на „Титаник“ започва в сряда, 10 април 1912 г. След качването на екипажа, пасажерите започват да пристигат в 9:30 ч., когато корабният влак на Лондонската и Югозападната железница от гара Ватерло в Лондон достига до гара Саутхемптън Терминус на кея, до мястото за акостиране на Титаник. Големият брой пътници от трета класа означава, че те се качват първи, а пътниците от първа и втора класа ги следват до един час преди отплаването. Стюардите ги отвеждат до каютите им, а пътниците от първа класа са посрещнати лично от капитан Смит. Пасажерите от трета класа са проверени за заболявания и физически увреждания, които биха могли да доведат до отказ за влизане в Съединените щати – перспектива, която „Уайт Стар Лайн“ иска да избегне, тъй като ще трябва да превози обратно през Атлантическия океан всеки, който не е преминал проверката. Общо 920 пътници се качват на борда на „Титаник“ в Саутхамптън – 179 от първа класа, 247 от втора класа и 494 от трета класа. Допълнителни пътници е трябвало да бъдат качени в Шербур и Куинстаун.
Първото плаване започва по обяд, както е и предвидено. Само няколко минути по-късно е избегнат инцидент, тъй като „Титаник“ минава покрай закотвените лайнери SS City of New York на „Американ Лайн“ и „Океаник“ на „Уайт Стар Лайн“. Преместването на кораба предизвиква повдигане на двата по-малки кораба от издутина на водата и падането им в коритото. Швартовите въжета на SS City of New York не издържат на внезапното напрежение и се скъсаха, като се завъртат с кърмата напред към „Титаник“. Близкият влекач „Вулкан“ се притичва на помощ, като взема City of New York на буксир, а капитан Смит нарежда двигателите на „Титаник“ да бъдат пуснати „изцяло на заден ход“. Двата кораба избягват сблъсък на разстояние около 1,2 m. Инцидентът забавя отплаването на „Титаник“ с около час, докато дрейфуващият City of New York бъде овладян.
След като преминава безопасно през сложните приливи и отливи на Саутхамптън и Солент, „Титаник“ слиза от лоцмана на Саутхамптън на Nab Lightship и се отправя към Ламанша. Корабът се насочва към френското пристанище Шербур, което представлява пътуване с дължина 77 морски мили (143 km). Времето е ветровито, хубаво, но студено и облачно. Тъй като в Шербур няма съоръжения за акостиране на кораб с размерите на „Титаник“, се налага да се използват тендери за прехвърляне на пътниците от брега на кораба. „Уайт Стар Лайн“ използва два тендера в Шербур: „Трафик“ и „Номадик“ („Номадик“ е единственият оцелял кораб на „Уайт Стар Лайн“ към днешна дата). И двата са проектирани специално като тендери за лайнерите от клас „Олимпик“ и са пуснати на вода малко след „Титаник“. Четири часа след като напуска Саутхемптън, „Титаник“ пристига в Шербур и е посрещнат от тендерите, където на борда са качени още 274 пътници (142 първа класа, 30 втора класа и 102 трета класа). Двадесет и четирима пътници са резервирали само преход през Ламанша и са оставени на борда на тендерите, за да бъдат превозени до брега, като този процес е завършен в рамките на 90 минути. В 20:00 ч. „Титаник“ вдига котва и се отправя към Куинстаун, като времето остава студено и ветровито.
В 11:30 ч. в четвъртък, 11 април, „Титаник“ пристига в пристанището Корк на южното крайбрежие на Ирландия. Денят е отчасти облачен, но сравнително топъл, със силен вятър. Отново съоръженията на пристанището не са подходящи за кораб с размерите на „Титаник“ и за качването на пътниците на борда са използвани тендерите „Америка“ и „Ирландия“. Общо 123 пътници се качват на борда на „Титаник“ в Куинстаун – трима от първа класа, седем от втора класа и 113 от трета класа. В допълнение към 24-те пътници от другия бряг на Ламанша, които слизат в Шербург, други седем пътници са резервирали нощен преход от Саутхамптън до Куинстаун. Сред тях е и Франсис Браун, стажант йезуит, който е запален фотограф и прави много снимки на борда на „Титаник“, включително една от последните известни снимки на кораба. Последната известна снимка от кораба е направена от друга пасажерка, която пътува само през Ламанша, Кейт Одел. Определено неофициално е напускането на един член на екипажа, огняра Джон Кофи, родом от Куинстаун, който се измъква от кораба, като се скрива под пощенските чували, превозвани до брега. В 13:30 ч. „Титаник“ вдига за последен път котва и се отправя на западно пътешествие през Атлантическия океан.

### Прекосяване на атлантическия океан
Планирано е „Титаник“ да пристигне на Кей 59 в Ню Йорк сутринта на 17 април. След като напуска Куинстаун, „Титаник“ следва ирландското крайбрежие до Фастнет Рок, на разстояние около 55 морски мили (102 km). Оттам плаването от 1620 морски мили (3000 km) по маршрута на Големия кръг през Северния Атлантик достига до място в океана, известно като „ъгъла“, югоизточно от Нюфаундленд, където параходите, пътуващи на запад, извършват промяна на курса. „Титаник“ отплава само няколко часа след ъгъла по отсечката по румбайна линия с дължина 1023 морски мили (1895 km) до фара Нантъкет Шорлс, когато осъществява фатален контакт с айсберг. Последната отсечка от пътуването би била 193 морски мили (357 km) до фара Амброуз и накрая до пристанището на Ню Йорк.
От 11 април до местното видимо пладне на следващия ден „Титаник“ изминава 484 морски мили (896 km); на следващия ден – 519 морски мили (961 km); а до пладне на последния ден от плаването – 546 морски мили (1 011 km). Оттогава до момента на потъването корабът изминава още 258 морски мили (478 km), като развива средна скорост от около 21 възела.
Времето се оправя, докато „Титаник“ напуска Ирландия под облачно небе с насрещен вятър. Температурите остават сравнително меки в събота, 13 април, но на следващия ден „Титаник“ пресича студен атмосферен фронт със силни ветрове и вълни до 2,4 m. Те затихват с напредването на деня, докато към вечерта на неделя, 14 април, времето става ясно, спокойно и много студено.
Първите три дни от пътуването от Куинстаун преминават без видими инциденти. В най-предния бункер за въглища на „Титаник“, който снабдява с въглища котелни помещения шест и пет, около 10 дни преди отплаването на кораба е започнал пожар, който продължава да гори няколко дни по време на пътуването, но пътниците не знаят за тази ситуация. По това време на борда на параходите често възникват пожари, дължащи се на самозапалване на въглищата. Пожарите е трябвало да бъдат потушавани с противопожарни шлангове, като въглищата отгоре се преместват в друг бункер и като се изваждат горящите въглища и се подават в пещта. Пожарът е окончателно потушен на 14 април. Има някои спекулации и дискусии дали този пожар и опитите за потушаването му може да са направили кораба по-уязвим за потъване.
„Титаник“ получава редица предупреждения от други кораби за айсберг в района на Големите брегове на Нюфаундленд, но капитан Смит ги пренебрегва. Един от корабите, които предупреждават „Титаник“, е „Месаба“ на „Атлантик Лайн“. Въпреки това „Титаник“ продължава да плава с пълна скорост, което е стандартна практика по онова време. Въпреки че не се опитва да постави рекорд по скорост, отчитането на времето е приоритет и съгласно преобладаващите морски практики корабите често се управляват с почти пълна скорост; предупрежденията за лед се разглеждат като съвети и се разчита на наблюдателите и вахтата на мостика. Като цяло се смята, че айсберг не представлява голяма опасност за големите кораби. Близките сблъсъци с леда не са рядкост и дори челните сблъсъци не са били катастрофални. През 1907 г. „Кронпринц Вилхелм“, немски лайнер, се сблъсква с айсберг, но все пак завърша пътуването, а капитан Смит казва през 1907 г., че „не може да си представи никакво състояние, което да доведе до потъване на кораб. Съвременното корабостроене е преминало отвъд това.“

### Противоречива роля на Исмей
Впоследствие някои от от офицерите (вторият помощник Лайтуолдър, гл. инж. Бел и др.) обвиняват Брус Исмей, директорът на „Уайт Стар Лайн“, че притиска капитана и офицерите да увеличат скороста, с цел да подобрят рекорда за време на пътуване от Саутхемптън до Ню Йорк. Според Лайтуолдър Исмей на няколко пъти обещава премии за всеки спечелен час. Впоследствие Исмей признава пред следствието, че е обещавал премии за благополучно пътуване, но отрича да е предлагал премии за време. Според гл. инженер Бел Исмей си позволява да нарежда на инженерите покачване на налягането над допустимото, но Исмей отрича. Според други членове на екипажа той дори намеква за повишения и предлага да раздадат ром на моряците. Исмей е сред хората, които държат да не се споменава, че на кораба има пожар, при който са загинали четирима механици, тъй като това би било лоша реклама за „Титаник“. Пред пътниците Исмей заема позьорска рола и неколкократно твърди че „Титаник е непотопяем“, както и че с лекота ще счупи рекорда за пътуване от Саутхамптън до Ню Йорк. Впоследствие Исмей се спасява на една от лодките под претекст, че иска да помогне на една от дамите. На борда на „Карпатия“ въпреки заповедите на кап. Ротстрън да не се допускат частни разгвори, Исмей успява да прати две радиограми. Едната – до близките си, че е добре. Втората (шифрована) е до компанията „Уайт Стар Лайн“. Много скоро след това дружество „Маркони“ изпраща заповед до радиста на „Карпатия“, да задържа всички сведения на капитан Ротстрън за състоянието на „Титаник“. На борда на „Карпатия“ той се изолира в каютата си и дава нареждания оцелелите офицери да бъдат изпратени при него. Лайтуолдър отказва да се яви. Постепенно конфликът между двамата става явен; още повече че на борда на лодка номер 5 Исмей не е искал да допусне плаващия в морето Лайтлоудър и той е спасен по настояването на присъстващите жени. След завръщането Исмей дълго време се представя за болен и не иска да влезе в съда, но накрая е принуден. Някои от свидетелите по делото се опитват да го представят в положителна светлина, но общото мнение на екиапжа е, че той косвено е отговорен за катастрофата. След показанията на екипажа той е публично бичуван в пресата. Съдът му налага самопорицание, но този случай слага край на кариерата на Исмей.

### Потъване
В 23:40 ч. (корабно време) на 14 април наблюдателят Фредерик Флийт забелязва айсберг непосредствено пред „Титаник“ и предупреждава мостика. Първият офицер Уилям Мърдок нарежда корабът да заобиколи айсберга и да се обърнат двигателите, но вече е твърде късно. Десният борд на „Титаник“ се удря в айсберга, създавайки поредица от дупки под ватерлинията. Корпусът не е пробит, а по-скоро е вдлъбнат така, че стоманените плочи на корпуса се огъват и разделят, позволявайки на водата да нахлуе навътре. Пет от шестнадесетте водонепроницаеми отделения са силно нарушени. Шестото отделение, котелно помещение 5, също е леко компрометирано, но наводнението му е овладяно до предния десен бункер за въглища за известно време с помощта на помпите. Скоро става ясно, че „Титаник“ ще потъне, тъй като корабът не може да се задържи на повърхността с повече от четири наводнени отделения. „Титаник“ започва да потъва с носа напред, като водата се излива от отделение в отделение през горната част на всяка водонепроницаема преграда, тъй като ъгълът на кораба във водата става все по-стръмен.
Хората на борда на „Титаник“ не са подготвени за подобна извънредна ситуация. В съответствие с възприетите по онова време практики, тъй като корабите са смятани за непотопяеми, а спасителните лодки са предназначени за прехвърляне на пътниците до близките спасителни кораби, „Титаник“ разполага със спасителни лодки, достатъчни, за да превози около половината от намиращите се на борда; ако корабът е превозвал пълния си капацитет от около 3 339 пътници и екипаж, в спасителните лодки е щяло да може да бъдат настанени само около една трета.
Екипажът не е адекватно подготвен за провеждане на евакуация. Офицерите не знаят колко души могат безопасно да качат на борда на спасителните лодки и спускат много от тях полупразни. Лодки, които побират до 65 души, са плавали с 20-ина пътника на борда, а в една от лодките влизат едва 12 души. Впоследствие много от офицерите не посмяват да взимат допълнителни пътници от плаващите наоколо тела, от страх някой да не обърне лодките. Пътниците от трета класа са оставени да се грижат сами за себе си, което води до това, че много от тях попадат в капан под палубите, когато корабът се напълва с вода. При товаренето на спасителните лодки обикновено се спазва протоколът „първо жените и децата“ и повечето пътници и екипаж от мъжки пол са оставени на борда. Въпреки това 119 мъже успяват да се промъкнат на лодките, спрямо 393 жени и деца и 139 души екипаж.
Между 2:10 и 2:15 ч., малко повече от два часа и половина след като „Титаник“ се сблъсква с айсберга, скоростта на потъване внезапно се увеличава, тъй като палубата с лодките се потапя под водата, а морето нахлува през отворените люкове и решетки; по същото време спира и електричеството на кораба. Когато неподдържаната кърма на кораба се издига от водата, откривайки витлата, корабът се разпада на две основни части между втория и третия комин, поради огромния натиск върху кила. С носа под вода и въздух, затворен в кърмата, кърмата остава на повърхността и плава още няколко минути, издигайки се до почти вертикален ъгъл със стотици хора, които все още се държат за нея, преди да потъне изцяло в 2:20 ч. Смята се, че „Титаник“ потъва цял, но откриването на останките години по-късно разкрива, че корабът се е преполовил на две. Всички останали извън спасителните лодки пътници и екипаж са потопени във вода с температура -2 °C. Само на петима души във водата е помогнато да се качат в спасителните лодки, въпреки че в тях имало място за още почти 500 души.
Сигналите за бедствие са изпратени по безжичен път, с ракети и с лампи, но нито един от корабите, които отговарят, не е достатъчно близо, за да достигне до „Титаник“ преди потъването му. Радио оператор на борда на лайнера „Бирма“ например изчислява, че ще стигне до „Титаник“ в 6 часа сутринта. Междувременно „Калифорниън“, последният кораб, с който екипажът на „Титаник“ има връзка преди сблъсъка, вижда сигналните ракети на „Титаник“, но не успява да помогне. Около 4 часа сутринта „Карпатия“ пристига на мястото в отговор на по-ранните сигнали за бедствие на „Титаник“.
Когато корабът потъва, спуснатите спасителни лодки са запълнени средно само до 60%. 706 души оцеляват при катастрофата и са превозени от „Карпатия“ до Ню Йорк, първоначалната дестинация на „Титаник“, докато 1 517 души загиват. Капитанът на „Карпатия“ описва мястото като ледено поле, което включва 20 големи айберга с височина до 61 m и множество по-малки айсберги, както и ледени плувки и отломки от „Титаник“; пътниците описват, че са се намирали в средата на огромна бяла ледена равнина, осеяна с айсберги. Този район сега е известен като Алея на айсбергите.

## Хронология

### 10 април 1912
- 12:00 – „Титаник“ напуска пристанището в Саутхемптън
- 19:00 – „Титаник“ акостира в Шербур (Франция)
- 21:00 – „Титаник“ се отправя към Ирландия

### 11 април 1912
- 12:30 – „Титаник“ акостира в Ирландия
- 13:30 – „Титаник“ напуска Ирландското пристанище

### 14 април 1912
- 09:00 – първо съобщение за айсберги – 42°с.ш. и 49 – 51 з.д.
- 13:42 – второ предупреждение – 41°51′с.ш. и 49°52′з.д.
- 13:45 – трето предупреждение – 41°27′с.ш. и 50°8′з.д.
- 19:30 – четвърто предупреждение – 42°3′с.ш. и 49°9′з.д.
- 21:40 – пето предупреждение – 42 – 41°25′с.ш и 49 – 50°30′з.д.
- 23:00 – шесто предупреждение (от „Калифорниън“)
- 23:40 – „Титаник“ се сблъсква с айсберг – 41°.6′с.ш и 50°14′з.д.

### 15 април 1912
- 00:13 – първи подаден сигнал за помощ.
- 00:55 – пускат втората спасителна лодка и първата сигнална ракета
- 01:40 – изстреляна последната сигнална ракета
- 01:55 – спусната последната 20-а спасителна лодка
- 02:10 – изпратен последен сигнал за помощ
- 02:17 – изгасва електричеството
- 02:18 – „Титаник“ се разцепва на две части
- 02:20 – „Титаник“ потъва
- 03:30 – пристига „Карпатия“
- 04:10 – започва качването на хората от лодките
- 08:50 – „Карпатия“ взема курс обратно за Ню Йорк

## Последици след потъването

### Незабавни последици
След като напуска мястото на катастрофата, на „Карпатия“ му трябват три дни, за да стигне до Ню Йорк, като пътуването е забавено от лед, мъгла, гръмотевични бури и бурно море. Въпреки това „Карпатия“ успява да предаде по безжичен път новини за случилото се на външния свят. Първоначалните съобщения са объркващи, което кара американската преса да съобщи погрешно на 15 април, че „Титаник“ е теглен на буксир към пристанището от „Вирджиниън“. Късно през нощта на 15 април „Уайт Стар Лайн“ съобщава, че е получено съобщение, в което се казва, че „Титаник“ е потънал, но всички пътници и екипаж са прехвърлени на друг кораб. По-късно същия ден пристига потвърждение, че „Титаник“ е потънал и че повечето от пътниците и екипажа са загинали. Новината привлича тълпи от хора в офисите на „Уайт Стар Лайн“ в Лондон, Ню Йорк, Монреал, Саутхамптън, Ливърпул и Белфаст. Най-силен е ударът в Саутхамптън, чието население претърпява най-големи загуби от потъването; четирима от всеки пет членове на екипажа са от този град. „Карпатия“ акостира в 21:30 ч. на 18 април на нюйоркския кей 54 и е посрещнат от около 40 000 души, чакащи на кея под проливен дъжд. Незабавна помощ под формата на дрехи и транспорт до приюти е осигурена от Комитета за помощ на жените, Дружеството за помощ на пътниците в Ню Йорк и Съвета на еврейските жени, наред с други организации. Много от оцелелите пътници на „Титаник“ не се задържат в Ню Йорк, а веднага се отправят към домовете на роднините си. Някои от по-заможните оцелели наемат частни влакове, които да ги отведат у дома, а Пенсилванската железница пуска специален безплатен влак, за да закара оцелелите до Филаделфия. 214-те оцелели членове на екипажа на „Титаник“ са отведени на парахода „Лапландия“ на Ред Стар Лайн, където са настанени в пътнически каюти.
„Карпатия“ набързо се снабдява с храна и провизии, преди да продължи пътуването си до Фиуме, Австро-Унгария. На екипажа е даден бонус от една месечна заплата от „Кунард Лайн“ като награда за действията им, а някои от пътниците на „Титаник“ се присъединяват към тях, за да им дадат допълнителен бонус от близо 900 паунда (113 000 паунда днес), разпределен между членовете на екипажа.
Пристигането на кораба в Ню Йорк води до неистов интерес от страна на пресата, като вестниците се надпреварват да бъдат първите, които да съобщят историите на оцелелите. Някои репортери си проправят път с подкуп на борда на „Ню Йорк“, корабчето, което насочва „Карпатия“ към пристанището, а един дори успява да се качи на „Карпатия“ преди акостирането ѝ. Пред офисите на вестниците се събират тълпи, за да видят последните съобщения, които се публикуват на прозорците или на билбордовете. Необходими са още четири дни, за да бъде съставен и публикуван пълен списък на жертвите, което увеличава мъката на роднините, очакващи новини за тези, които са били на борда на „Титаник“.

### Застраховка, бърза помощ за оцелелите и съдебни дела
През януари 1912 г. корпусите и оборудването на „Титаник“ и „Олимпик“ са застраховани в лондонските застрахователни компании Lloyd's of London и London Marine Insurance. Общото покритие е 1 000 000 паунда (123 000 000 паунда днес) на кораб. Полицата е трябвало да бъде „свободна от всякаква средна стойност“ под 150 000 паунда, което означава, че застрахователите ще платят само за щети, надвишаващи тази сума. Премията, договорена от брокерите Willis Faber & Company (сега Willis Group), е 15 s (75 p) на 100 британски паунда, или 7 500 британски паунда (940 000 британски паунда днес) за срок от една година. Lloyd's of London изплаща на „Уайт Стар Лайн“ цялата дължима сума в рамките на 30 дни.
Създадени са много благотворителни организации в помощ на оцелелите и техните семейства, много от които са загубили единствения човек, който носи пари в семейството, или, в случая на много от оцелелите хора от трета класа, всичко, което са притежавали. В Ню Йорк например се сформира съвместен комитет на Американския червен кръст и Дружеството на благотворителните организации, който отпуска финансова помощ на оцелелите и лицата, зависими от някой загинал. На 29 април оперните звезди Енрико Карузо и Мери Гардън и членовете на Метрополитън опера събират 12 000 долара (400 000 долара през 2024 г.) в полза на жертвите на катастрофата, като изнасят специални концерти, в които версиите на Autumn и Nearer My God To Thee са част от програмата. Във Великобритания са организирани фондове за подпомагане на семействата на загиналите членове на екипажа на „Титаник“, като са събрани близо 450 000 паунда (56 000 000 паунда днес). Един такъв фонд продължава да функционира чак до 60-те години на ХХ в.
В Съединените щати и Великобритания повече от 60 оцелели подават искове срещу „Уайт Стар Лайн“ за обезщетения, свързани със загубата на човешки живот и багаж. Исковете възлизат на 16 804 112 долара (приблизително 419 млн. долара през 2018 г.), което далеч надхвърля сумата, за която „Уайт Стар Лайн“ твърди, че е отговорна като дружество с ограничена отговорност съгласно американското законодателство. Тъй като по-голямата част от страните по делото са в Съединените щати, през 1914 г. „Уайт Стар Лайн“ се обръща с петиция към Върховния съд на САЩ, който отсъжда в полза на компанията, че тя отговаря на изискванията за дружество с ограничена отговорност, и установява, че причините за потъването на кораба са до голяма степен непредвидими, а не се дължат на небрежност. Това рязко ограничава обхвата на обезщетенията, на които имат право оцелелите и членовете на семействата им, което ги кара да намалят исковете си до около 2,5 млн. долара. „Уайт Стар Лайн“ се споразумява само за 664 000 долара (приблизително 16,56 млн. долара през 2018 г.), което представлява около 27 % от първоначалната обща сума, поискана от оцелелите. Споразумението е договорено от 44 от ищците през декември 1915 г., като за американските ищци са заделени 500 000 долара, за британските – 50 000 долара, а 114 000 долара отиват за лихви и съдебни разноски.

### Разследване на бедствието
Още преди оцелелите да пристигнат в Ню Йорк, се планират разследвания, за да се установи какво се е случило и какво може да се направи, за да се предотврати повторение на катастрофата. Разследвания се провеждат както в Съединените щати, така и в Обединеното кралство, като първото от тях е по-критично към традициите и практиките и по-остро към допуснатите грешки, а второто е по-скоро техническо и експертно.
Разследването на катастрофата в Сената на САЩ започва на 19 април, ден след като „Карпатия“ пристига в Ню Йорк. Председателят, сенатор Уилям Олдън Смит, иска да събере разкази от пътниците и екипажа, докато събитията са все още пресни в съзнанието им. Смит също така трябва да призове всички оцелели британски пътници и екипаж, докато те все още се намират на американска земя, което им пречи да се върнат във Великобритания преди американското разследване да приключи на 25 май. Британската преса критикува яростно Смит като опортюнист, безчувствено наложил разследването като средство за придобиване на политически престиж и възползвал се от „своя момент да застане на световната сцена“. Смит обаче вече има репутацията на активист за безопасността на американските железници и иска да разследва евентуални злоупотреби от страна на железопътния магнат Дж. П. Морган, крайният собственик на „Титаник“.
Разследването на катастрофата, проведено от Британския търговски съвет между 2 май и 3 юли, е ръководено от лорд Мърси. Тъй като е проведено от Търговския съвет, който преди това е одобрил кораба, някои смятат, че това разследване не се стреми да установи небрежност в собственото си поведение или това на „Уайт Стар Лайн“.
При всяко разследване са взети показания, както от пътниците и екипажа на „Титаник“, така и от членовете на екипажа на „Калифорниън“ на Leyland Line, капитан Артър Рострон от „Карпатия“ и други експерти. При британското разследване са взети и много повече експертни показания, което го прави най-дългото и подробно разследване в британската история до този момент. Двете разследвания стигат до сходни заключения: правилата за броя на спасителните лодки, които корабите трябва да имат, са остарели и неадекватни, капитан Смит не е взел под внимание предупрежденията за лед, спасителните лодки не са били правилно напълнени или оборудвани, и сблъсъкът е пряк резултат от навлизане в опасен район с твърде висока скорост.
В заключенията на нито едно от разследванията не се посочва като фактор небрежност от страна на IMM или „Уайт Стар Лайн“. Американското разследване стига до заключението, че тъй като замесените лица са следвали стандартната практика, катастрофата е форсмажорно обстоятелство. Британското разследване стига до заключението, че Смит е следвал дългогодишна практика, за която дотогава не е доказано, че е опасна. Разследването отбелязва, че през предходното десетилетие само британските кораби са превозили 3,5 милиона пътници със загубата на едва 10 човешки живота, и заключава, че Смит е направил „само това, което биха направили и други квалифицирани мъже на същото място“. Лорд Мърси обаче намира вина за „изключително високата скорост (двадесет и два възела), която е била поддържана“ след многобройните предупреждения за лед, като отбелязва, че „това, което е било грешка в случая с „Титаник“, без съмнение ще бъде [считано за] небрежност във всеки подобен случай в бъдеще“.
Препоръките включват сериозни предложения за сериозни промени в морските разпоредби за прилагане на нови мерки за безопасност, като например осигуряване на повече спасителни лодки, правилно провеждане на тренировките със спасителните лодки и денонощно обслужване на безжичното оборудване на пътническите кораби. Създаден е Международен леден патрул, който да следи за наличието на айсберги в Северния Атлантически океан, а правилата за морска безопасност са хармонизирани на международно равнище чрез Международната конвенция за безопасност на човешкия живот на море; и двете мерки са в сила и днес.
На 18 юни 1912 г. Гулиелмо Маркони дава показания пред разследващите относно телеграфията. В окончателния му доклад се препоръчва всички лайнери да разполагат със системата и достатъчен брой оператори да поддържат постоянно обслужване.
Начинът, по който потъва „Титаник“, изважда наяве сериозни конструктивни проблеми с олимпийския клас кораби; в резултат на това са направени значителни промени в  дизайна за построяването на „Британик“.
През август 1912 г. лайнерът „Корсикан“ се удря в айсберг в Атлантическия океан, като сериозно поврежда носа на кораба. Въпреки това, тъй като времето преди сблъсака е мъгливо, скоростта е намалена до „мъртва скорост“, което ограничава по-нататъшните повреди. Въпреки че спасителните лодки са спуснати на вода, не се налага евакуация на пътниците с тях.

### Ролята на „Калифорниън“
Един от най-противоречивите въпроси, разгледани по време на разследването, е ролята на кораба „Калифорниън“, който се намира само на няколко километра от „Титаник“, но не приема сигнала за бедствие и не отговаря на сигналните ракети. „Калифорниън“ е спрял за през нощта поради заледяване и предупреждава „Титаник“ по радиото, но е бил смъмрен от старшия оператор на безжичната връзка на Титаник, Джак Филипс.
Показанията пред британското разследване разкриват, че в 22:10 ч. „Калифорниън“ наблюдава светлините на кораб на юг; по-късно между капитан Стенли Лорд и трети офицер К. В. Гроувс (който освобождава Лорд от пост в 23:10 ч.) е постигнато съгласие, че това е пътнически лайнер. В 23:50 ч. офицерът наблюдава как светлините на този кораб изгасват, сякаш се изключват или завиват рязко, и отбелязва, че се вижда левият фар. Светлинни сигнали с морзов код са подадени към кораба по заповед на Лорд между 23:30 ч. и 1:00 ч., но не получават насрещна реакция. Ако „Титаник“ е бил толкова далеч от „Калифорниън“, колкото твърди Лорд, морзовите сигнали не биха били видими. Благоразумният начин на действие би бил да се събуди безжичният оператор и да му се нареди да се опита да се свърже с „Титаник“ по този метод. Ако Лорд беше направил това, възможно е да беше достигнал до Титаник навреме, за да спаси още човешки животи.
Капитан Лорд отива в картната зала в 23:00 ч. Вторият офицер Хърбърт Стоун, който вече е на пост, уведомява Лорд в 01:10 ч., че корабът е изстрелял пет ракети. Лорд иска да знае дали те са били ротни сигнали, т.е. цветни ракети, използвани за идентификация. Стоун отговаря, че не знае и че всички ракети са били бели. Капитан Лорд инструктира екипажа да продължи да сигнализира на другия кораб с морзовата лампа и се връща да спи. В 1:50 ч. са наблюдавани още три ракети и Стоун отбелязва, че корабът изглежда странно във водата, сякаш се накланя. В 2:15 ч. Лорд е уведомен, че корабът вече не е видим. Лорд отново пита дали светлините са имали някакви цветове и му е съобщено, че всички са бели.
В крайна сметка „Калифорниън“ отговаря. Около 5:30 ч. сутринта старши офицерът Джордж Стюарт събужда оператора на безжичната връзка Сирил Фърмстоун Евънс, информира го, че през нощта са били забелязани ракети, и го моли да се опита да се свърже с някой кораб. Той получава новината за катастрофата на „Титаник“, капитан Лорд е уведомен и корабът тръгва да оказва помощ, пристигайки доста след като „Карпатия“ вече е прибрала всички оцелели.
Разследването установява, че корабът, видян от „Калифорниън“, всъщност е бил „Титаник“ и че е било възможно „Калифорниън“ да помогне за спасяването на пътниците му; следователно капитан Лорд е действал неправилно, като не се е притекъл на помощ.

### Оцелели и жертви
Броят на жертвите на потъването е неясен поради редица фактори. Сред тях са объркването в списъка на пътниците, в който са включени някои имена на хора, отменили пътуването си в последния момент, както и фактът, че няколко пътници са пътували под псевдоними по различни причини и поради това са преброени два пъти в списъците на жертвите. Броят на загиналите се определя на между 1 490 и 1 635 души. В таблиците по-долу са използвани данни от доклада на Британския търговски съвет за катастрофата. Макар че използването на безжичната система на „Маркони“ не постига резултат – да докара спасителен кораб до „Титаник“, преди той да потъне, използването на безжичната система довежда навреме „Карпатия“, за да спаси някои от оцелелите, които иначе биха загинали поради излагане на неблагоприятните атмосферни влияния.
Температурата на водата в района, където потъва „Титаник“, е доста под нормалната. Тя също допринася за бързата смърт на много пътници по време на потъването. Съобщава се, че показанията на температурата на водата, направени по време на инцидента, са -2 °C. Обичайните температури на водата обикновено са около 7 °C в средата на април. Студът на водата е критичен фактор, който причинява смърт в рамките на няколко минути за много от намиращите се във водата.
По-малко от една трета от хората на борда на „Титаник“ оцеляват след катастрофата. Някои от оцелелите умират скоро след това; нараняванията и последиците от излагането на въздействието на атмосферни влияния са причина за смъртта на няколко от тези, които са качени на борда на „Карпатия“. Цифрите показват големи разлики в процента на оцелелите от различните класове на борда на „Титаник“. Въпреки че само 3% от жените в първа класа са загинали, 54% от тези в трета класа умират. По подобен начин оцеляват пет от шестте деца от първа класа и всички деца от втора класа, но загиват 52 от 79-те деца в трета класа. Разликите по пол са още по-големи: почти всички жени членове на екипажа, пътници от първа и втора класа са спасени. Мъжете от първа класа загиват повече от жените от трета класа. Като цяло оцеляват 50% от децата, 20% от мъжете и 75% от жените.
При катастрофата загива и Томас Андрюс, главният морски архитект на Harland & Wolff.
Последният жив оцелял, Милвина Дийн от Англия, която само на девет седмици е най-младият пътник на борда, умира на 31 май 2009 г. на 97-годишна възраст. Двама особени оцелели са стюардесата Вайълет Джесъп и огнярът Артър Джон Прийст, които оцеляват при потъването и на „Титаник“, и на „Британик“, и са на борда на „Олимпик“, когато корабът претърпява сблъсък през 1911 г.
| Възрастова група/пол | Класа/ екипаж | Общ брой | Брой спасени | Брой загинали | Процент спасени | Процент загинали |
| -------------------- | ------------- | -------- | ------------ | ------------- | --------------- | ---------------- |
| Деца                 | Първа класа   | 6        | 5            | 1             | 83%             | 17%              |
| Деца                 | Втора класа   | 24       | 24           | 0             | 100%            | 0%               |
| Деца                 | Трета класа   | 79       | 27           | 52            | 34%             | 66%              |
| Жени                 | Първа класа   | 144      | 140          | 4             | 97%             | 3%               |
| Жени                 | Втора класа   | 93       | 80           | 13            | 86%             | 14%              |
| Жени                 | Трета класа   | 165      | 76           | 89            | 46%             | 54%              |
| Жени                 | Екипаж        | 23       | 20           | 3             | 87%             | 13%              |
| Мъже                 | Първа класа   | 175      | 57           | 118           | 33%             | 67%              |
| Мъже                 | Втора класа   | 168      | 14           | 154           | 8%              | 92%              |
| Мъже                 | Трета класа   | 462      | 75           | 387           | 16%             | 84%              |
| Мъже                 | Екипаж        | 885      | 192          | 693           | 22%             | 78%              |
| Общо                 | Общо          | 2 224    | 710          | 1 514         | 32%             | 68%              |

### Издирване и погребване на мъртвите
След като става известно за огромната загуба на човешки животи, „Уайт Стар Лайн“ наема кабелния кораб Mackay-Bennett от Халифакс, Нова Скотия, Канада, за да прибере телата на загинали пасажери. В издирването се включват още три канадски кораба: кабелният кораб Minia, корабът за снабдяване на фарове Montmagny и корабът за уплътняване Algerine. Всеки от тях тръгва с балсамиращи материали, гробари и духовници. От 333-те жертви, които в крайна сметка са открити, 328 са извадени от канадските кораби, а другите пет – от преминаващи параходи в Северния Атлантик.
Първият кораб, достигнал до мястото на потъването, Mackay-Bennett, намира толкова много тела, че балсамиращите материали на борда бързо се изчерпват. Здравните разпоредби изискват в пристанището да се връщат само балсамирани тела. Капитан Ларндер от Mackay-Bennett и гробарите на борда решават да запазят само телата на пътниците от първа класа, като обосновават решението си с необходимостта от визуално идентифициране на богатите хора, за да се решат евентуални спорове за големи имоти. В резултат на това много пътници от трета класа и екипажа са погребани в морето. Ларндер идентифицира много от погребаните в морето като членове на екипажа по облеклото им и заявява, че като моряк самият той би бил доволен да бъде погребан в морето.
Намерените тела са запазени за транспортиране до Халифакс, най-близкия град до потъването с директни железопътни и параходни връзки. Джон Хенри Барнстед, секретарят на регистъра на населението в Халифакс, разработва система за идентифициране на телата и опазване на личните вещи след катастрофалното потъване на „Титаник“. Роднини от цяла Северна Америка се събират в Халифакс, за да идентифицират и поискат телата на своите близки. За целта е построена временна морга на пързалката за кърлинг в Мейфлауър Кърлинг Клуба, а гробарите от цяла Източна Канада са повикани да помогнат. Идентифицирани са около две трети от телата. Непознатите жертви са погребани с прости номера според реда, в който са открити. Голямата част от намерените тела, 150 на брой, са погребани в три гробища в Халифакс: Fairview Lawn , Mount Olivet и Baron de Hirsch.
В средата на май 1912 г., корабът „Океаник“ открива три тела на повече от 320 km от мястото на потъването, на сгъваема лодка А. Когато петият офицер Харолд Лоу и шестима членове на екипажа се връщат на мястото на корабокрушението със спасителна лодка известно време след потъването, за да приберат оцелелите, те спасяват десетина мъже и една жена от сгъваема лодка А, но оставят мъртвите тела на трима от обитателите ѝ. След като „Океаник“ ги изважда от лодката, телата са погребани в морето.
Последното открито тяло от „Титаник“, тяло № 330, е на стюарда Джеймс Макгрейди, намерен от наетия нюфаундлендски кораб Algerine на 22 май и погребан в гробището Fairview Lawn в Халифакс на 12 юни.
Открити са 333 тела на жертви на „Титаник“, което е една пета от над 1 500-те жертви. Някои пътници потъват заедно с кораба, като теченията бързо разпръскват телата и останките на стотици километри, което затруднява тяхното възстановяване. Към юни един от последните издирвателни кораби съобщава, че спасителните жилетки, поддържащи телата, се разпадат и позволяват на телата да потънат.

## Останки
Дълго време се смята, че „Титаник“ е потънал цял и през годините са предложени много планове за вдигане на останките. Никой от тях не е успешен. Основният проблем е трудността да се открие и достигне до останки, които се намират на повече от 3 700 m под повърхността, където налягането на водата е над 30 мегапаскала, около 400 атмосфери. Организирани са редица експедиции за намирането на „Титаник“, но едва на 1 септември 1985 г. френско-американска експедиция, ръководена от Жан-Луи Мишел и Робърт Балард, успява да го открие.
Екипът открива, че „Титаник“ всъщност се е разцепил, вероятно близо до или на повърхността, преди да потъне на морското дъно. Отделените носова и кърмова част лежат на около 600 m една от друга в каньона „Титаник“ край бреговете на Нюфаундленд. Те се намират на 21,2 km от неточните координати, дадени от радио операторите на „Титаник“ в нощта на потъването на кораба, и на около 1151 km от Халифакс и 1 012 km от Ню Йорк.
Двете части се удрят в морското дъно със значителна скорост, в резултат на което носовата част се смачква, а кърмата се срутва напълно. Носовата част е далеч по-непокътната и все още съдържа някои изненадващо непокътнати вътрешни помещения. За разлика от нея кърмата е напълно разрушена; палубите ѝ са се сгромолясали една върху друга, а голяма част от обшивката на корпуса е откъсната и лежи разпръсната по морското дъно. Много по-голямата степен на увреждане на кърмата вероятно се дължи на структурните повреди, получени по време на потъването. Така отслабена, останалата част от кърмата е била сплескана от удара в морското дъно.
Двете части са заобиколени от поле от отломки с размери приблизително 8 km × 5 km. Tо съдържа стотици хиляди предмети, като парчета от кораба, мебели, прибори за хранене и лични вещи, които са паднали от кораба по време на потъването или са изхвърлени при удара на носа и кърмата в морското дъно. Полето от отломки е и мястото, на което загиват много от жертвите на „Титаник“. Повечето от телата и дрехите са погълнати от морските обитатели и бактерии, като единственият знак, че някога там е имало тела, са останали чифтове обувки и ботуши, които са се оказали негодни за консумация.
След първоначалното откриване на останките на „Титаник“, те са посещавани многократно от изследователи, учени, режисьори, туристи и спасители, които са извадили хиляди предмети от полето на отломките за съхранение и публично показване. Състоянието на кораба се влошава значително през годините, особено от случайни повреди от подводници, но най-вече поради ускоряващия се темп на развитие на желязо ядните бактерии по корпуса. През 2006 г. е изчислено, че до 50 години корпусът и конструкцията на „Титаник“ в крайна сметка ще се разрушат напълно, оставяйки само по-издръжливото вътрешно оборудване на кораба, смесено с купчина ръжда на морското дъно.
Много артефакти от „Титаник“ са извадени от морското дъно от компанията RMS Titanic Inc., която ги излага в пътуващи изложби по света и в постоянна експозиция в хотел и казино „Луксор Лас Вегас“ в Лас Вегас, Невада. В редица други музеи са изложени артефакти, дарени от оцелели или намерени от плаващите тела на жертви на катастрофата.
На 16 април 2012 г., денят след 100-годишнината от потъването на кораба, са публикувани снимки, на които се виждат евентуални човешки останки, лежащи на океанското дъно. На снимките, направени от Робърт Балард по време на експедиция, ръководена от NOAA през 2004 г., се виждат ботуш и палто в близост до кърмата на „Титаник“, които експертите наричат „убедителни доказателства“, че това е място, където някой е починал, и че в седиментите под тях може да са погребани човешки останки. Потъналият „Титаник“ попада в обхвата на Конвенцията на ЮНЕСКО от 2001 г. за опазване на подводното културно наследство. Това означава, че всички държави – страни по конвенцията, забраняват ограбването, търговската експлоатация, продажбата и разпръскването на потъналия кораб и неговите артефакти. Поради местоположението на корабокрушението в международни води и липсата на изключителна юрисдикция над района на корабокрушението, конвенцията предвижда система за държавно сътрудничество, чрез която държавите се информират взаимно за всяка потенциална дейност, свързана с древни корабокрушения като „Титаник“, и си сътрудничат, за да предотвратят ненаучни или неетични намеси.
Проучвания с подводни апарати през 2019 г. установяват по-нататъшно влошаване на състоянието на кораба, включително загубата на капитанската вана. Между 29 юли и 4 август 2019 г. в кораба се разбива подводно превозно средство с двама души, което извършва проучвания и заснема документален филм. Гмурканията се изпълняват от компанията EYOS Expeditions, която съобщава, че силните течения са избутали подводницата в потъналия кораб, оставяйки червено ръждиво петно върху страната на подводницата. В доклада не се споменава дали „Титаник“ е претърпял щети.
През май 2023 г. Magellan Ltd., компания за дълбоководно картографиране на морското дъно, обявява, че е създала „дигитален близнак“ на „Титаник“, показващ останките на кораба в детайли, каквито никога преди не са заснемани. Компанията създава модела от около 715 000 триизмерни изображения, заснети по време на шестседмична експедиция през лятото на 2022 г. с помощта на две подводници, наречени „Ромео“ и „Жулиета“. Те картографират „всеки милиметър“ от останките, както и цялото поле от отломки с дължина 5,6 km. Създаването на модела отнема около осем месеца.
На 18 юни 2023 г. подводницата „Титан“, управлявана от OceanGate Expeditions, изчезва в Северния Атлантически океан край бреговете на Нюфаундленд. Подводницата, проектирана да превозва петима души, е превозвала експедиция от туристи, които да разгледат останките на „Титаник“. На 22 юни 2023 г. компанията-оператор обявява, че вярва, че екипажът на „Титан“ е загинал в морето след катастрофална имплозия на подводницата, а шест дни по-късно бреговата охрана на САЩ обявява откриването на „предполагаеми човешки останки“, съответстващи на такава имплозия, както и останките от „Титан“.

## Наследство

### Безопасност
След катастрофата британският и американският съвет за разследване отправят препоръки, според които корабите трябва да имат достатъчно спасителни лодки за всички на борда, да се провеждат задължителни тренировки за спасителни лодки, да се извършват проверки на спасителните лодки и т.н. Много от тези препоръки са включени в Международната конвенция за безопасност на човешкия живот на море, приета през 1914 г. Конвенцията е актуализирана чрез периодични изменения, като напълно нова версия е приета през 1974 г. Подписалите конвенцията страни предприемат последващи действия с национално законодателство за прилагане на новите стандарти. Например във Великобритания новите „Правила за спасителните средства“ са приети от Съвета по търговия на 8 май 1914 г. и след това са приложени на среща на британските параходни компании в Ливърпул през юни 1914 г.
Освен това правителството на Съединените щати приема Закона за радиото от 1912 г. Този закон, заедно с Международната конвенция за безопасност на човешкия живот на море, постановява, че радиовръзките на пътническите кораби ще работят 24 часа в денонощието, заедно с вторично захранване, за да не се пропускат сигнали за бедствие. Също така Законът за радиото от 1912 г. изисква корабите да поддържат връзка с корабите в близост до тях, както и с крайбрежните радиостанции на сушата. Освен това в Международната конвенция за безопасност на човешкия живот на море е договорено, че изстрелването на червени ракети от кораб трябва да се тълкува като знак за нужда от помощ. След като е приет Законът за радиото от 1912 г., е договорено, че ракетите в морето ще се тълкуват само като сигнали за бедствие, като по този начин се премахва всякакво възможно погрешно тълкуване от страна на други кораби. През същата година Бордът на търговията наема тримачтовата платноходка „Скотия“, за да действа като метеорологичен кораб в Големите заливи на Нюфаундленд, като следи за айсберги. Инсталиран е безжичен телеграф на „Маркони“, за да може да се свързва със станциите по крайбрежието на Лабрадор и Нюфаундленд.
В крайна сметка катастрофата довежда до създаването и международното финансиране на Международния леден патрул – агенция на бреговата охрана на САЩ, която и до днес следи и докладва за местоположението на айсберги в Северния Атлантически океан, които биха могли да представляват заплаха за трансатлантическия морски трафик. Самолетите на бреговата охрана извършват основното разузнаване. Освен това се събира информация от корабите, които оперират в ледения район или преминават през него. С изключение на годините на двете световни войни, Международният леден патрул работи всеки сезон от 1913 г. насам. През този период няма нито един докладван случай на загуба на човешки живот или имущество вследствие на сблъсък с айсберг в района на патрулиране.

### Културно наследство
Историята на „Титаник“ е останала като трагедия и поучителна история. „Титаник“ е вдъхновил художествена литература, бил е обект на документални филми и е отбелязан в паметници на загиналите и музейни експозиции. Скоро след потъването се продават огромни количества възпоменателни пощенски картички, както и сувенири, вариращи от ламаринени кутии за бонбони до чинии, джигери за уиски и дори траурни плюшени мечета. Потъването вдъхновява и песни като баладата The Titanic. Няколко оцелели пишат книги за преживяванията си, но едва през 1955 г. е публикувана първата исторически достоверна книга – A Night to Remember.
Първият филм за катастрофата, Saved from the Titanic, излиза само 29 дни след потъването на кораба, а главната му роля е поверена на оцеляла актриса от нямото кино Дороти Гибсън. Днес този филм се смята за изгубен, тъй като единственото му известно копиье е загубено при пожар. Британският филм A Night to Remember (1958 г.) все още се смята за най-достоверното исторически филмово представяне на потъването. Най-голям финансов успех има „Титаник“ (1997 г.) на Джеймс Камерън, който става най-касовият филм за времето си, както и носител на 11 Оскара на 70-ите награди „Оскар“, включително за най-добър филм и най-добър режисьор за Камерън.
Катастрофата на „Титаник“ е отбелязана чрез различни мемориали и паметници на жертвите, издигнати в няколко англoговорещи страни и по-специално в градовете, претърпели значителни загуби. Сред тях са Саутхамптън и Ливърпул в Англия; Ню Йорк и Вашингтон в САЩ; Белфаст и Коув (бивш Куинстаун) в Ирландия. В редица музеи по света има експозиции, посветени на „Титаник“; най-известният е в Белфаст, родното място на кораба.
Компанията RMS Titanic Inc., която е упълномощена да пази мястото на корабокрушението, има постоянна изложба на „Титаник“ в хотела и казиното „Луксор Лас Вегас“ в Лас Вегас, Невада, която включва 22-тонна плоча от корпуса на кораба. Тя също така организира изложба, която пътува по целия свят. В Нова Скотия в Морския музей на Атлантическия океан в Халифакс са изложени предмети, които са извадени от морето няколко дни след катастрофата. Сред тях са парчета от дърво, като например ламперия от първокласния салон на кораба и оригинален шезлонг, както и предмети, взети от жертвите. През 2012 г. стогодишнината е отбелязана с пиеси, радиопрограми, паради, изложби и специални пътувания до мястото на потъването, както и с възпоменателни марки и монети. Кралските пощи, чиято поща е превозвана от „Титаник“, издават десет пощенски марки от първа класа на Обединеното кралство, всяка от които с печат на короната, за да отбележат стогодишнината от катастрофата.
В често коментирано литературно съвпадение Морган Робъртсън е автор на романа Futility от 1898 г. за измислен британски пътнически лайнер, чийто сюжет има редица прилики с катастрофата на „Титаник“. В романа корабът е „Титан“, четирикоминен лайнер, най-големият в света, и смятан за непотопяем; подобно на „Титаник“, той потъва през април след сблъсък с айсберг и няма достатъчно спасителни лодки.

### В Северна Ирландия
Минават много десетилетия, преди значението на „Титаник“ да бъде популяризирано в Северна Ирландия, където той е построен от Harland & Wolff в Белфаст. Докато останалата част от света приема славата и трагедията на „Титаник“, в родния му град той остава тема табу през целия XX в. Потъването на „Титаник“ предизвиква огромна скръб и нанася удар върху гордостта на Белфаст. Неговата корабостроителница също е място, което много католици смятат за враждебно. През втората половина на века, по време на 30-годишния конфликт между католици и протестанти, „Титаник“ напомня за липсата на граждански права, която отчасти допринася за размириците. Въпреки че съдбата на „Титаник“ остава добре позната история в местните домакинства през целия ХХ век, търговските инвестиции в проекти, напомнящи за наследството на „Титаник“, са скромни поради тези проблеми.
След размириците и Споразумението от Разпети петък броят на чуждестранните туристи, посещаващи Северна Ирландия, се увеличава. Впоследствие в Стратегическата рамка за действие на Съвета по туризъм на Северна Ирландия за периода 2004-2007 г. се установява, че значението и интересът към „Титаник“ в световен мащаб (отчасти поради филма „Титаник“ от 1997 г.) не се използват напълно като туристическа атракция. Така се поставя началото на проекта „Титаник Белфаст“, както и на някои по-малки проекти, като мемориала „Титаник“.
През 2012 г., по случай стогодишнината от построяването на кораба, на мястото на корабостроителницата, където е построен „Титаник“, е открита посетителската атракция „Титаник Белфаст“. Той е втората най-посещавана туристическа атракция в Северна Ирландия с почти 700 000 посетители през 2016 г.
Въпреки че над 1 600 кораба са построени от Harland & Wolff в пристанището на Белфаст, през 1995 г. островът на кралицата е преименуван на най-известния кораб – квартал „Титаник“. Някога деликатна история, сега „Титаник“ се смята за един от най-почитаните и обединяващи символи на Северна Ирландия.
В края на август 2018 г. няколко групи се борят за правото да закупят 5 500 реликви от „Титаник“, които са актив на фалиралата компания Premier Exhibitions. В крайна сметка „Титаник Белфаст“, Titanic Foundation Limited и Националният музей на Северна Ирландия се присъединяват към Националния морски музей като консорциум, който набира средства за закупуването на 5500-те артефакта. Групата възнамерява да запази всички предмети заедно като един експонат. Океанографът Робърт Балард заявява, че предпочита тази оферта, тъй като тя би гарантирала, че експонатите ще бъдат постоянно изложени в Белфаст (където е построен „Титаник“) и в Гринуич. Музеите критикуват тръжната процедура, определена от съда по несъстоятелността в Джаксънвил, Флорида. Минималната оферта за търга на 11 октомври 2018 г. е определена на 21,5 млн. щатски долара (16,5 млн. британски лири), но консорциумът не разполага с достатъчно средства, за да покрие тази сума. На 17 октомври 2018 г. „Ню Йорк Таймс“ съобщава, че консорциум от три хедж фонда – Apollo Global Management, Alta Fundamental Advisers и PacBridge Capital Partners – е платил 19,5 млн. щатски долара за колекцията. По време на покупката консорциумът се съгласява да продължи да упражнява надзор от страна на съда по отношение на нови експедиции за проучване или спасяване, които трябва да получат одобрение от НОАА и съда. Освен това покупната цена дава възможност на необезпечените кредитори на „Premier“ да си възстановят 80% от сумата.
На 27 април 2024 г. златен джобен часовник, възстановен от останките на „Титаник“, е продаден на търг за 1,175 млн. британски лири (приблизително 1,5 млн. долара) от базираната в Лондон аукционна къща Henry Aldridge & Son. Тази продажба е отбелязана като рекордна цена за мемориални предмети от „Титаник“. Часовникът, изработен от 14-каратово злато и изписан с инициалите „JJA“, е принадлежал на Джон Джейкъб Астор IV, виден магнат в областта на недвижимите имоти и инвеститор, който е бил най-богатият пътник на „Титаник“. Тялото на Астор, заедно с часовника, е намерено седмица след потъването на кораба през 1912 г. Нетното му състояние по това време се оценява на около 87 милиона щатски долара, което се равнява на няколко милиарда долара днес.
По-късно часовникът е реставриран и носен от сина на Астор, което увеличава значението му като част от историята на хорологията и връзката му с „Титаник“. Покупката е направена от Патрик Грун, бивш изпълнителен директор на борсата за криптовалути FTX, което довежда до някои публични коментари и хрумвания по отношение на сделката.
Продажбата на часовника предизвиква известни спорове, особено сред общността за опазване на „Титаник“. Групата „Спасете мемориалния фар на Титаник“, съставена от потомци на пътници от „Титаник“, изразява в социалните медии загриженост относно продажбата на търг на такива артефакти, като се застъпва за това, че те трябва да бъдат поставени в музеи, а не в частни колекции. Въпреки тези опасения аукционната къща съобщава, че оплакванията са минимални и подчертва, че много артефакти от „Титаник“ в крайна сметка попадат в музейни колекции.

## Схеми на „Титаник“
Схема на „Титаник“, показваща разположението на преградите в червено. Отделенията в инженерната зона в долната част на кораба са отбелязани в синьо. Имената на палубите са изброени вдясно (като се започне от горната палуба с лодките, премине се от A до F и се завърши с долната палуба на ватерлинията). Зоните на повреда, нанесена от айсберга, са показани в зелено. Най-малката единица на скалата е 3,0 m, а общата ѝ дължина е 120 m.
Схема в разрез на „Титаник“ посредата.
S: Слънчева тераса. A: горна палуба за разходка. B: палуба за разходки, остъклена. C: палуба на салона. D: основна палуба. Е: средна палуба. F: долна палуба: товар, бункери за въглища, котли, двигатели. (а) шлюзове Welin със спасителни лодки, (b) трюм, (c) двойно дъно
Сравнение на размерите на „Титаник“ със съвременни транспортни средства и човек:

## Реплики
Има няколко предложения и проучвания са правени за проект за построяване на копие на „Титаник“. Проектът на южноафриканския бизнесмен Сарел Гаус е изоставен през 2006 г., а проектът, известен като „Титаник II“, на австралийския бизнесмен Клайв Палмър е обявен през 2012 г.
Китайска корабостроителна компания Wuchang Shipbuilding Industry Group Company Ltd, започва строителство през ноември 2016 г., за да построи кораб-реплика на „Титаник“ за използване в курорт. Плавателният съд е трябвало да съдържа много от характеристиките на оригинала, като бална зала, трапезария, театър, каюти за първа класа, каюти за икономична класа и плувен басейн. Туристите е трябвало да могат да пребивават във вътрешността на „Титаник“ по време на престоя си в курорта. Корабът-реплика е щял да бъде постоянно закотвен в курорта и да включва аудиовизуална симулация на потъването, което предизвиква някои критики. Към 2022 г. обаче се съобщава, че проектът е завършен само на 25%, а уебсайтът и акаунтът му в Twitter са офлайн.
„Олимпик“ е един от корабите-сестри на „Титаник“. Вътрешната украса на салона за хранене и голямото стълбище са в идентичен стил и са създадени от едни и същи майстори. Големи части от интериора на „Олимпик“ по-късно са продадени и днес се намират в хотела „Белият лебед“ в Алнуик, който дава представа как е изглеждал интериорът на „Титаник“.

### Цитирана литература
- Ballard, Robert D. The Discovery of the Titanic.   New York, Warner Books, 1987. ISBN 978-0-446-51385-2.
- Barczewski, Stephanie. Titanic: A Night Remembered.   London, Hambledon Continuum, 2006. ISBN 978-1-85285-500-0.
- Barratt, Nick. Lost Voices From the Titanic: The Definitive Oral History.   London, Random House, 2009. ISBN 978-1-84809-151-1.
- Bartlett, W. B. Titanic: 9 Hours to Hell, the Survivors' Story.   Stroud, Gloucestershire, Amberley Publishing, 2011. ISBN 978-1-4456-0482-4.
- Beveridge, Bruce, Hall, Steve. Olympic & Titanic: The Truth Behind the Conspiracy.   Haverford, Pennsylvania, Infinity Publishing, 2004. ISBN 978-0-7414-1949-1.  Архивиран от оригинала на 23 May 2024. Посетен на 15 October 2020.
- Beveridge, Bruce. Titanic—The Ship Magnificent Volume One: Design & Construction.   Stroud, The History Press, 2008. ISBN 978-0-7524-4606-6.
- Description of the ship //  Report into the Loss of the SS Titanic: A Centennial Reappraisal.   Stroud, UK, The History Press, 2011. ISBN 978-0-7524-6210-3.
- Brewster, Hugh, Coulter, Laurie. 882½ Amazing Answers to your Questions about the Titanic.   Madison Press Book, 1998. ISBN 978-0-590-18730-5.
- Butler, Daniel Allen. Unsinkable: the full story of the RMS Titanic.   Mechanicsburg, PA, Stackpole Books, 1998. ISBN 978-0-8117-1814-1.
- Butler, Daniel Allen. Unsinkable: the full story of the RMS Titanic.   USA, Da Capo Press, 2002. ISBN 978-0-306-81110-4.
- Chernow, Ron. The House of Morgan: An American Banking Dynasty and the Rise of Modern Finance.   New York, Grove Press, 2010. ISBN 978-0-8021-4465-2.  Архивиран от оригинала на 23 May 2024. Посетен на 15 October 2020.
- Chirnside, Mark. The Olympic-class Ships: Olympic, Titanic, Britannic.   Stroud, England, Tempus, 2004. ISBN 978-0-7524-2868-0.  Архивиран от оригинала на 23 May 2024. Посетен на 15 October 2020.
- Crosbie, Duncan, Mortimer, Sheila. Titanic: The Ship of Dreams.   New York, NY, Orchard Books, 2006. ISBN 978-0-439-89995-6.
- Eaton, John P., Haas, Charles A. Titanic: Destination Disaster: The Legends and the Reality.   Wellingborough, UK, Patrick Stephens, 1987. ISBN 978-0-00-732164-3.
- Eaton, John P., Haas, Charles A. Titanic: Triumph and Tragedy.   Wellingborough, UK, Patrick Stephens, 1994. ISBN 978-1-85260-493-6.
- Eaton, John P., Haas, Charles A. Titanic: Triumph and Tragedy.   New York, W.W. Norton & Company, 1995. ISBN 978-0-393-03697-8.
- Gill, Anton. Titanic : the real story of the construction of the world's most famous ship.   Channel 4 Books, 2010. ISBN 978-1-905026-71-5.
- Halpern, Samuel. Account of the Ship's Journey Across the Atlantic //  Report into the Loss of the SS Titanic: A Centennial Reappraisal.   Stroud, UK, The History Press, 2011. ISBN 978-0-7524-6210-3.
- Description of the Damage to the Ship //  Report into the Loss of the SS Titanic: A Centennial Reappraisal.   Stroud, UK, The History Press, 2011. ISBN 978-0-7524-6210-3.
- Heyer, Paul. Titanic Century: Media, Myth, and the Making of a Cultural Icon.   Santa Barbara, CA, ABC-CLIO, 2012. ISBN 978-0-313-39815-5.
- Howells, Richard. The Myth of the Titanic.   United Kingdom, MacMillan Press, 1999. ISBN 978-0-333-72597-9.
- Hutchings, David F., de Kerbrech, Richard P. RMS Titanic 1909–12 (Olympic Class): Owners' Workshop Manual.   Sparkford, Yeovil, Haynes, 2011. ISBN 978-1-84425-662-4.
- Landau, Elaine. Heroine of the Titanic: The Real Unsinkable Molly Brown.   Houghton Mifflin Harcourt, 2001. ISBN 978-0-395-93912-3. с. 22–23.  Архивиран от оригинала на 23 May 2024. Посетен на 15 October 2020.
- Lord, Walter. A Night to Remember.   London, Penguin Books, 1976. ISBN 978-0-14-004757-8.
- Lord, Walter. A Night to Remember. 3rd.   New York, Henry Holt and Company, 1997. ISBN 978-0-553-27827-9.
- Lord, Walter. A Night to Remember.   New York, St. Martin's Griffin, 2005. ISBN 978-0-8050-7764-3.
- Lynch, Don. Titanic: An Illustrated History.   New York, Hyperion, 1992. ISBN 978-1-56282-918-6.
- Maniera, Leyla. Christie's Century of Teddy Bears.   London, Pavilion, 2003. ISBN 978-1-86205-595-7.
- McCarty, Jennifer Hooper, Foecke, Tim. What Really Sank The Titanic – New Forensic Evidence.   New York, Citadel, 2012. ISBN 978-0-8065-2895-3.
- McCluskie, Tom. Anatomy of the Titanic.   London, PRC Publishing, 1998. ISBN 978-1-85648-482-4.
- Merideth, Lee W. 1912 Facts About Titanic.   Sunnyvale, CA, Rocklin Press, 2003. ISBN 978-0-9626237-9-0.
- Mowbray, Jay Henry. Sinking of the Titanic.   Harrisburg, PA, The Minter Company, 1912. OCLC 9176732.
- Parisi, Paula. Titanic and the Making of James Cameron.   New York, Newmarket Press, 1998. ISBN 978-1-55704-364-1.
- Piouffre, Gérard. Le Titanic ne répond plus.   Larousse, 2009. ISBN 978-2-263-02799-4.
- Rasor, Eugene L. The Titanic: historiography and annotated bibliography.   Westport, CT, Greenwood Publishing Group, 2001. ISBN 978-0-313-31215-1.
- Spignesi, Stephen J. The Complete Titanic: From the Ship's Earliest Blueprints to the Epic Film.   Secaucus, New Jersey, Birch Lane Press, 1998. ISBN 978-1-55972-483-8.
- Spignesi, Stephen J. The Titanic For Dummies.   Hoboken, NJ, John Wiley & Sons, 2012. ISBN 978-1-118-20651-5.
- Verhoeven, John D. Steel Metallurgy for the Non-Metallurgist.   Materials Park, OH, ASM International, 2007. ISBN 978-0-87170-858-8.
- Ward, Greg. The Rough Guide to the Titanic.   London, Rough Guides Ltd, 2012. ISBN 978-1-4053-8699-9.